# Miniatura szachowa
Miniatura szachowa – partia szachów wygrana przez jedną ze stron w debiucie, czyli w kilku lub kilkunastu posunięciach. Zwycięstwo w tak wczesnym stadium partii jest zawsze skutkiem błędu przeciwnika - jego pomyłki lub nieznajomości teorii.
Przegrane w miniaturach zdarzają się nawet najwybitniejszym szachistom. W 1988 roku Viswanathan Anand musiał poddać partię już po sześciu posunięciach, ponieważ nie sprawdził wcześniej fałszywej nowinki, umieszczonej w Šahovskim Informatorze. Pomyłka w kolejności posunięć kosztowała Wiktora Korcznoja natychmiastową przegraną w partii z Aleksandrem Morozewiczem na olimpiadzie w 2004 roku.
Kwestią umowną jest, przez ile ruchów może trwać partia, aby można ją było nazwać miniaturą. Kiedyś za limit uznawano 20 posunięć, później 25. Anatolij Karpow w swojej książce "50 miniatur mistrzów świata" podniósł górną granicę do 30.

|   | a | b | c | d | e | f | g | h |   |
| 8 | a8 – Czarna wieża · c8 – Czarny goniec · d8 – Czarny hetman · e8 – Czarny król · h8 – Czarna wieża · c7 – Czarny pionek · g7 – Czarny pionek · h7 – Czarny pionek · a6 – Czarny pionek · d6 – Czarny pionek · f6 – Czarny pionek · a5 – Czarny skoczek · b5 – Czarny pionek · c5 – Czarny goniec · d5 – Biały skoczek · e5 – Czarny pionek · e4 – Biały pionek · g4 – Czarny skoczek · b3 – Biały goniec · d3 – Biały pionek · f3 – Biały skoczek · a2 – Biały pionek · b2 – Biały pionek · c2 – Biały pionek · d2 – Biały goniec · f2 – Biały pionek · g2 – Biały pionek · h2 – Biały pionek · a1 – Biała wieża · d1 – Biały hetman · f1 – Biała wieża · g1 – Biały król | a8 – Czarna wieża · c8 – Czarny goniec · d8 – Czarny hetman · e8 – Czarny król · h8 – Czarna wieża · c7 – Czarny pionek · g7 – Czarny pionek · h7 – Czarny pionek · a6 – Czarny pionek · d6 – Czarny pionek · f6 – Czarny pionek · a5 – Czarny skoczek · b5 – Czarny pionek · c5 – Czarny goniec · d5 – Biały skoczek · e5 – Czarny pionek · e4 – Biały pionek · g4 – Czarny skoczek · b3 – Biały goniec · d3 – Biały pionek · f3 – Biały skoczek · a2 – Biały pionek · b2 – Biały pionek · c2 – Biały pionek · d2 – Biały goniec · f2 – Biały pionek · g2 – Biały pionek · h2 – Biały pionek · a1 – Biała wieża · d1 – Biały hetman · f1 – Biała wieża · g1 – Biały król | a8 – Czarna wieża · c8 – Czarny goniec · d8 – Czarny hetman · e8 – Czarny król · h8 – Czarna wieża · c7 – Czarny pionek · g7 – Czarny pionek · h7 – Czarny pionek · a6 – Czarny pionek · d6 – Czarny pionek · f6 – Czarny pionek · a5 – Czarny skoczek · b5 – Czarny pionek · c5 – Czarny goniec · d5 – Biały skoczek · e5 – Czarny pionek · e4 – Biały pionek · g4 – Czarny skoczek · b3 – Biały goniec · d3 – Biały pionek · f3 – Biały skoczek · a2 – Biały pionek · b2 – Biały pionek · c2 – Biały pionek · d2 – Biały goniec · f2 – Biały pionek · g2 – Biały pionek · h2 – Biały pionek · a1 – Biała wieża · d1 – Biały hetman · f1 – Biała wieża · g1 – Biały król | a8 – Czarna wieża · c8 – Czarny goniec · d8 – Czarny hetman · e8 – Czarny król · h8 – Czarna wieża · c7 – Czarny pionek · g7 – Czarny pionek · h7 – Czarny pionek · a6 – Czarny pionek · d6 – Czarny pionek · f6 – Czarny pionek · a5 – Czarny skoczek · b5 – Czarny pionek · c5 – Czarny goniec · d5 – Biały skoczek · e5 – Czarny pionek · e4 – Biały pionek · g4 – Czarny skoczek · b3 – Biały goniec · d3 – Biały pionek · f3 – Biały skoczek · a2 – Biały pionek · b2 – Biały pionek · c2 – Biały pionek · d2 – Biały goniec · f2 – Biały pionek · g2 – Biały pionek · h2 – Biały pionek · a1 – Biała wieża · d1 – Biały hetman · f1 – Biała wieża · g1 – Biały król | a8 – Czarna wieża · c8 – Czarny goniec · d8 – Czarny hetman · e8 – Czarny król · h8 – Czarna wieża · c7 – Czarny pionek · g7 – Czarny pionek · h7 – Czarny pionek · a6 – Czarny pionek · d6 – Czarny pionek · f6 – Czarny pionek · a5 – Czarny skoczek · b5 – Czarny pionek · c5 – Czarny goniec · d5 – Biały skoczek · e5 – Czarny pionek · e4 – Biały pionek · g4 – Czarny skoczek · b3 – Biały goniec · d3 – Biały pionek · f3 – Biały skoczek · a2 – Biały pionek · b2 – Biały pionek · c2 – Biały pionek · d2 – Biały goniec · f2 – Biały pionek · g2 – Biały pionek · h2 – Biały pionek · a1 – Biała wieża · d1 – Biały hetman · f1 – Biała wieża · g1 – Biały król | a8 – Czarna wieża · c8 – Czarny goniec · d8 – Czarny hetman · e8 – Czarny król · h8 – Czarna wieża · c7 – Czarny pionek · g7 – Czarny pionek · h7 – Czarny pionek · a6 – Czarny pionek · d6 – Czarny pionek · f6 – Czarny pionek · a5 – Czarny skoczek · b5 – Czarny pionek · c5 – Czarny goniec · d5 – Biały skoczek · e5 – Czarny pionek · e4 – Biały pionek · g4 – Czarny skoczek · b3 – Biały goniec · d3 – Biały pionek · f3 – Biały skoczek · a2 – Biały pionek · b2 – Biały pionek · c2 – Biały pionek · d2 – Biały goniec · f2 – Biały pionek · g2 – Biały pionek · h2 – Biały pionek · a1 – Biała wieża · d1 – Biały hetman · f1 – Biała wieża · g1 – Biały król | a8 – Czarna wieża · c8 – Czarny goniec · d8 – Czarny hetman · e8 – Czarny król · h8 – Czarna wieża · c7 – Czarny pionek · g7 – Czarny pionek · h7 – Czarny pionek · a6 – Czarny pionek · d6 – Czarny pionek · f6 – Czarny pionek · a5 – Czarny skoczek · b5 – Czarny pionek · c5 – Czarny goniec · d5 – Biały skoczek · e5 – Czarny pionek · e4 – Biały pionek · g4 – Czarny skoczek · b3 – Biały goniec · d3 – Biały pionek · f3 – Biały skoczek · a2 – Biały pionek · b2 – Biały pionek · c2 – Biały pionek · d2 – Biały goniec · f2 – Biały pionek · g2 – Biały pionek · h2 – Biały pionek · a1 – Biała wieża · d1 – Biały hetman · f1 – Biała wieża · g1 – Biały król | a8 – Czarna wieża · c8 – Czarny goniec · d8 – Czarny hetman · e8 – Czarny król · h8 – Czarna wieża · c7 – Czarny pionek · g7 – Czarny pionek · h7 – Czarny pionek · a6 – Czarny pionek · d6 – Czarny pionek · f6 – Czarny pionek · a5 – Czarny skoczek · b5 – Czarny pionek · c5 – Czarny goniec · d5 – Biały skoczek · e5 – Czarny pionek · e4 – Biały pionek · g4 – Czarny skoczek · b3 – Biały goniec · d3 – Biały pionek · f3 – Biały skoczek · a2 – Biały pionek · b2 – Biały pionek · c2 – Biały pionek · d2 – Biały goniec · f2 – Biały pionek · g2 – Biały pionek · h2 – Biały pionek · a1 – Biała wieża · d1 – Biały hetman · f1 – Biała wieża · g1 – Biały król | 8 |
| 7 | a8 – Czarna wieża · c8 – Czarny goniec · d8 – Czarny hetman · e8 – Czarny król · h8 – Czarna wieża · c7 – Czarny pionek · g7 – Czarny pionek · h7 – Czarny pionek · a6 – Czarny pionek · d6 – Czarny pionek · f6 – Czarny pionek · a5 – Czarny skoczek · b5 – Czarny pionek · c5 – Czarny goniec · d5 – Biały skoczek · e5 – Czarny pionek · e4 – Biały pionek · g4 – Czarny skoczek · b3 – Biały goniec · d3 – Biały pionek · f3 – Biały skoczek · a2 – Biały pionek · b2 – Biały pionek · c2 – Biały pionek · d2 – Biały goniec · f2 – Biały pionek · g2 – Biały pionek · h2 – Biały pionek · a1 – Biała wieża · d1 – Biały hetman · f1 – Biała wieża · g1 – Biały król | a8 – Czarna wieża · c8 – Czarny goniec · d8 – Czarny hetman · e8 – Czarny król · h8 – Czarna wieża · c7 – Czarny pionek · g7 – Czarny pionek · h7 – Czarny pionek · a6 – Czarny pionek · d6 – Czarny pionek · f6 – Czarny pionek · a5 – Czarny skoczek · b5 – Czarny pionek · c5 – Czarny goniec · d5 – Biały skoczek · e5 – Czarny pionek · e4 – Biały pionek · g4 – Czarny skoczek · b3 – Biały goniec · d3 – Biały pionek · f3 – Biały skoczek · a2 – Biały pionek · b2 – Biały pionek · c2 – Biały pionek · d2 – Biały goniec · f2 – Biały pionek · g2 – Biały pionek · h2 – Biały pionek · a1 – Biała wieża · d1 – Biały hetman · f1 – Biała wieża · g1 – Biały król | a8 – Czarna wieża · c8 – Czarny goniec · d8 – Czarny hetman · e8 – Czarny król · h8 – Czarna wieża · c7 – Czarny pionek · g7 – Czarny pionek · h7 – Czarny pionek · a6 – Czarny pionek · d6 – Czarny pionek · f6 – Czarny pionek · a5 – Czarny skoczek · b5 – Czarny pionek · c5 – Czarny goniec · d5 – Biały skoczek · e5 – Czarny pionek · e4 – Biały pionek · g4 – Czarny skoczek · b3 – Biały goniec · d3 – Biały pionek · f3 – Biały skoczek · a2 – Biały pionek · b2 – Biały pionek · c2 – Biały pionek · d2 – Biały goniec · f2 – Biały pionek · g2 – Biały pionek · h2 – Biały pionek · a1 – Biała wieża · d1 – Biały hetman · f1 – Biała wieża · g1 – Biały król | a8 – Czarna wieża · c8 – Czarny goniec · d8 – Czarny hetman · e8 – Czarny król · h8 – Czarna wieża · c7 – Czarny pionek · g7 – Czarny pionek · h7 – Czarny pionek · a6 – Czarny pionek · d6 – Czarny pionek · f6 – Czarny pionek · a5 – Czarny skoczek · b5 – Czarny pionek · c5 – Czarny goniec · d5 – Biały skoczek · e5 – Czarny pionek · e4 – Biały pionek · g4 – Czarny skoczek · b3 – Biały goniec · d3 – Biały pionek · f3 – Biały skoczek · a2 – Biały pionek · b2 – Biały pionek · c2 – Biały pionek · d2 – Biały goniec · f2 – Biały pionek · g2 – Biały pionek · h2 – Biały pionek · a1 – Biała wieża · d1 – Biały hetman · f1 – Biała wieża · g1 – Biały król | a8 – Czarna wieża · c8 – Czarny goniec · d8 – Czarny hetman · e8 – Czarny król · h8 – Czarna wieża · c7 – Czarny pionek · g7 – Czarny pionek · h7 – Czarny pionek · a6 – Czarny pionek · d6 – Czarny pionek · f6 – Czarny pionek · a5 – Czarny skoczek · b5 – Czarny pionek · c5 – Czarny goniec · d5 – Biały skoczek · e5 – Czarny pionek · e4 – Biały pionek · g4 – Czarny skoczek · b3 – Biały goniec · d3 – Biały pionek · f3 – Biały skoczek · a2 – Biały pionek · b2 – Biały pionek · c2 – Biały pionek · d2 – Biały goniec · f2 – Biały pionek · g2 – Biały pionek · h2 – Biały pionek · a1 – Biała wieża · d1 – Biały hetman · f1 – Biała wieża · g1 – Biały król | a8 – Czarna wieża · c8 – Czarny goniec · d8 – Czarny hetman · e8 – Czarny król · h8 – Czarna wieża · c7 – Czarny pionek · g7 – Czarny pionek · h7 – Czarny pionek · a6 – Czarny pionek · d6 – Czarny pionek · f6 – Czarny pionek · a5 – Czarny skoczek · b5 – Czarny pionek · c5 – Czarny goniec · d5 – Biały skoczek · e5 – Czarny pionek · e4 – Biały pionek · g4 – Czarny skoczek · b3 – Biały goniec · d3 – Biały pionek · f3 – Biały skoczek · a2 – Biały pionek · b2 – Biały pionek · c2 – Biały pionek · d2 – Biały goniec · f2 – Biały pionek · g2 – Biały pionek · h2 – Biały pionek · a1 – Biała wieża · d1 – Biały hetman · f1 – Biała wieża · g1 – Biały król | a8 – Czarna wieża · c8 – Czarny goniec · d8 – Czarny hetman · e8 – Czarny król · h8 – Czarna wieża · c7 – Czarny pionek · g7 – Czarny pionek · h7 – Czarny pionek · a6 – Czarny pionek · d6 – Czarny pionek · f6 – Czarny pionek · a5 – Czarny skoczek · b5 – Czarny pionek · c5 – Czarny goniec · d5 – Biały skoczek · e5 – Czarny pionek · e4 – Biały pionek · g4 – Czarny skoczek · b3 – Biały goniec · d3 – Biały pionek · f3 – Biały skoczek · a2 – Biały pionek · b2 – Biały pionek · c2 – Biały pionek · d2 – Biały goniec · f2 – Biały pionek · g2 – Biały pionek · h2 – Biały pionek · a1 – Biała wieża · d1 – Biały hetman · f1 – Biała wieża · g1 – Biały król | a8 – Czarna wieża · c8 – Czarny goniec · d8 – Czarny hetman · e8 – Czarny król · h8 – Czarna wieża · c7 – Czarny pionek · g7 – Czarny pionek · h7 – Czarny pionek · a6 – Czarny pionek · d6 – Czarny pionek · f6 – Czarny pionek · a5 – Czarny skoczek · b5 – Czarny pionek · c5 – Czarny goniec · d5 – Biały skoczek · e5 – Czarny pionek · e4 – Biały pionek · g4 – Czarny skoczek · b3 – Biały goniec · d3 – Biały pionek · f3 – Biały skoczek · a2 – Biały pionek · b2 – Biały pionek · c2 – Biały pionek · d2 – Biały goniec · f2 – Biały pionek · g2 – Biały pionek · h2 – Biały pionek · a1 – Biała wieża · d1 – Biały hetman · f1 – Biała wieża · g1 – Biały król | 7 |
| 6 | a8 – Czarna wieża · c8 – Czarny goniec · d8 – Czarny hetman · e8 – Czarny król · h8 – Czarna wieża · c7 – Czarny pionek · g7 – Czarny pionek · h7 – Czarny pionek · a6 – Czarny pionek · d6 – Czarny pionek · f6 – Czarny pionek · a5 – Czarny skoczek · b5 – Czarny pionek · c5 – Czarny goniec · d5 – Biały skoczek · e5 – Czarny pionek · e4 – Biały pionek · g4 – Czarny skoczek · b3 – Biały goniec · d3 – Biały pionek · f3 – Biały skoczek · a2 – Biały pionek · b2 – Biały pionek · c2 – Biały pionek · d2 – Biały goniec · f2 – Biały pionek · g2 – Biały pionek · h2 – Biały pionek · a1 – Biała wieża · d1 – Biały hetman · f1 – Biała wieża · g1 – Biały król | a8 – Czarna wieża · c8 – Czarny goniec · d8 – Czarny hetman · e8 – Czarny król · h8 – Czarna wieża · c7 – Czarny pionek · g7 – Czarny pionek · h7 – Czarny pionek · a6 – Czarny pionek · d6 – Czarny pionek · f6 – Czarny pionek · a5 – Czarny skoczek · b5 – Czarny pionek · c5 – Czarny goniec · d5 – Biały skoczek · e5 – Czarny pionek · e4 – Biały pionek · g4 – Czarny skoczek · b3 – Biały goniec · d3 – Biały pionek · f3 – Biały skoczek · a2 – Biały pionek · b2 – Biały pionek · c2 – Biały pionek · d2 – Biały goniec · f2 – Biały pionek · g2 – Biały pionek · h2 – Biały pionek · a1 – Biała wieża · d1 – Biały hetman · f1 – Biała wieża · g1 – Biały król | a8 – Czarna wieża · c8 – Czarny goniec · d8 – Czarny hetman · e8 – Czarny król · h8 – Czarna wieża · c7 – Czarny pionek · g7 – Czarny pionek · h7 – Czarny pionek · a6 – Czarny pionek · d6 – Czarny pionek · f6 – Czarny pionek · a5 – Czarny skoczek · b5 – Czarny pionek · c5 – Czarny goniec · d5 – Biały skoczek · e5 – Czarny pionek · e4 – Biały pionek · g4 – Czarny skoczek · b3 – Biały goniec · d3 – Biały pionek · f3 – Biały skoczek · a2 – Biały pionek · b2 – Biały pionek · c2 – Biały pionek · d2 – Biały goniec · f2 – Biały pionek · g2 – Biały pionek · h2 – Biały pionek · a1 – Biała wieża · d1 – Biały hetman · f1 – Biała wieża · g1 – Biały król | a8 – Czarna wieża · c8 – Czarny goniec · d8 – Czarny hetman · e8 – Czarny król · h8 – Czarna wieża · c7 – Czarny pionek · g7 – Czarny pionek · h7 – Czarny pionek · a6 – Czarny pionek · d6 – Czarny pionek · f6 – Czarny pionek · a5 – Czarny skoczek · b5 – Czarny pionek · c5 – Czarny goniec · d5 – Biały skoczek · e5 – Czarny pionek · e4 – Biały pionek · g4 – Czarny skoczek · b3 – Biały goniec · d3 – Biały pionek · f3 – Biały skoczek · a2 – Biały pionek · b2 – Biały pionek · c2 – Biały pionek · d2 – Biały goniec · f2 – Biały pionek · g2 – Biały pionek · h2 – Biały pionek · a1 – Biała wieża · d1 – Biały hetman · f1 – Biała wieża · g1 – Biały król | a8 – Czarna wieża · c8 – Czarny goniec · d8 – Czarny hetman · e8 – Czarny król · h8 – Czarna wieża · c7 – Czarny pionek · g7 – Czarny pionek · h7 – Czarny pionek · a6 – Czarny pionek · d6 – Czarny pionek · f6 – Czarny pionek · a5 – Czarny skoczek · b5 – Czarny pionek · c5 – Czarny goniec · d5 – Biały skoczek · e5 – Czarny pionek · e4 – Biały pionek · g4 – Czarny skoczek · b3 – Biały goniec · d3 – Biały pionek · f3 – Biały skoczek · a2 – Biały pionek · b2 – Biały pionek · c2 – Biały pionek · d2 – Biały goniec · f2 – Biały pionek · g2 – Biały pionek · h2 – Biały pionek · a1 – Biała wieża · d1 – Biały hetman · f1 – Biała wieża · g1 – Biały król | a8 – Czarna wieża · c8 – Czarny goniec · d8 – Czarny hetman · e8 – Czarny król · h8 – Czarna wieża · c7 – Czarny pionek · g7 – Czarny pionek · h7 – Czarny pionek · a6 – Czarny pionek · d6 – Czarny pionek · f6 – Czarny pionek · a5 – Czarny skoczek · b5 – Czarny pionek · c5 – Czarny goniec · d5 – Biały skoczek · e5 – Czarny pionek · e4 – Biały pionek · g4 – Czarny skoczek · b3 – Biały goniec · d3 – Biały pionek · f3 – Biały skoczek · a2 – Biały pionek · b2 – Biały pionek · c2 – Biały pionek · d2 – Biały goniec · f2 – Biały pionek · g2 – Biały pionek · h2 – Biały pionek · a1 – Biała wieża · d1 – Biały hetman · f1 – Biała wieża · g1 – Biały król | a8 – Czarna wieża · c8 – Czarny goniec · d8 – Czarny hetman · e8 – Czarny król · h8 – Czarna wieża · c7 – Czarny pionek · g7 – Czarny pionek · h7 – Czarny pionek · a6 – Czarny pionek · d6 – Czarny pionek · f6 – Czarny pionek · a5 – Czarny skoczek · b5 – Czarny pionek · c5 – Czarny goniec · d5 – Biały skoczek · e5 – Czarny pionek · e4 – Biały pionek · g4 – Czarny skoczek · b3 – Biały goniec · d3 – Biały pionek · f3 – Biały skoczek · a2 – Biały pionek · b2 – Biały pionek · c2 – Biały pionek · d2 – Biały goniec · f2 – Biały pionek · g2 – Biały pionek · h2 – Biały pionek · a1 – Biała wieża · d1 – Biały hetman · f1 – Biała wieża · g1 – Biały król | a8 – Czarna wieża · c8 – Czarny goniec · d8 – Czarny hetman · e8 – Czarny król · h8 – Czarna wieża · c7 – Czarny pionek · g7 – Czarny pionek · h7 – Czarny pionek · a6 – Czarny pionek · d6 – Czarny pionek · f6 – Czarny pionek · a5 – Czarny skoczek · b5 – Czarny pionek · c5 – Czarny goniec · d5 – Biały skoczek · e5 – Czarny pionek · e4 – Biały pionek · g4 – Czarny skoczek · b3 – Biały goniec · d3 – Biały pionek · f3 – Biały skoczek · a2 – Biały pionek · b2 – Biały pionek · c2 – Biały pionek · d2 – Biały goniec · f2 – Biały pionek · g2 – Biały pionek · h2 – Biały pionek · a1 – Biała wieża · d1 – Biały hetman · f1 – Biała wieża · g1 – Biały król | 6 |
| 5 | a8 – Czarna wieża · c8 – Czarny goniec · d8 – Czarny hetman · e8 – Czarny król · h8 – Czarna wieża · c7 – Czarny pionek · g7 – Czarny pionek · h7 – Czarny pionek · a6 – Czarny pionek · d6 – Czarny pionek · f6 – Czarny pionek · a5 – Czarny skoczek · b5 – Czarny pionek · c5 – Czarny goniec · d5 – Biały skoczek · e5 – Czarny pionek · e4 – Biały pionek · g4 – Czarny skoczek · b3 – Biały goniec · d3 – Biały pionek · f3 – Biały skoczek · a2 – Biały pionek · b2 – Biały pionek · c2 – Biały pionek · d2 – Biały goniec · f2 – Biały pionek · g2 – Biały pionek · h2 – Biały pionek · a1 – Biała wieża · d1 – Biały hetman · f1 – Biała wieża · g1 – Biały król | a8 – Czarna wieża · c8 – Czarny goniec · d8 – Czarny hetman · e8 – Czarny król · h8 – Czarna wieża · c7 – Czarny pionek · g7 – Czarny pionek · h7 – Czarny pionek · a6 – Czarny pionek · d6 – Czarny pionek · f6 – Czarny pionek · a5 – Czarny skoczek · b5 – Czarny pionek · c5 – Czarny goniec · d5 – Biały skoczek · e5 – Czarny pionek · e4 – Biały pionek · g4 – Czarny skoczek · b3 – Biały goniec · d3 – Biały pionek · f3 – Biały skoczek · a2 – Biały pionek · b2 – Biały pionek · c2 – Biały pionek · d2 – Biały goniec · f2 – Biały pionek · g2 – Biały pionek · h2 – Biały pionek · a1 – Biała wieża · d1 – Biały hetman · f1 – Biała wieża · g1 – Biały król | a8 – Czarna wieża · c8 – Czarny goniec · d8 – Czarny hetman · e8 – Czarny król · h8 – Czarna wieża · c7 – Czarny pionek · g7 – Czarny pionek · h7 – Czarny pionek · a6 – Czarny pionek · d6 – Czarny pionek · f6 – Czarny pionek · a5 – Czarny skoczek · b5 – Czarny pionek · c5 – Czarny goniec · d5 – Biały skoczek · e5 – Czarny pionek · e4 – Biały pionek · g4 – Czarny skoczek · b3 – Biały goniec · d3 – Biały pionek · f3 – Biały skoczek · a2 – Biały pionek · b2 – Biały pionek · c2 – Biały pionek · d2 – Biały goniec · f2 – Biały pionek · g2 – Biały pionek · h2 – Biały pionek · a1 – Biała wieża · d1 – Biały hetman · f1 – Biała wieża · g1 – Biały król | a8 – Czarna wieża · c8 – Czarny goniec · d8 – Czarny hetman · e8 – Czarny król · h8 – Czarna wieża · c7 – Czarny pionek · g7 – Czarny pionek · h7 – Czarny pionek · a6 – Czarny pionek · d6 – Czarny pionek · f6 – Czarny pionek · a5 – Czarny skoczek · b5 – Czarny pionek · c5 – Czarny goniec · d5 – Biały skoczek · e5 – Czarny pionek · e4 – Biały pionek · g4 – Czarny skoczek · b3 – Biały goniec · d3 – Biały pionek · f3 – Biały skoczek · a2 – Biały pionek · b2 – Biały pionek · c2 – Biały pionek · d2 – Biały goniec · f2 – Biały pionek · g2 – Biały pionek · h2 – Biały pionek · a1 – Biała wieża · d1 – Biały hetman · f1 – Biała wieża · g1 – Biały król | a8 – Czarna wieża · c8 – Czarny goniec · d8 – Czarny hetman · e8 – Czarny król · h8 – Czarna wieża · c7 – Czarny pionek · g7 – Czarny pionek · h7 – Czarny pionek · a6 – Czarny pionek · d6 – Czarny pionek · f6 – Czarny pionek · a5 – Czarny skoczek · b5 – Czarny pionek · c5 – Czarny goniec · d5 – Biały skoczek · e5 – Czarny pionek · e4 – Biały pionek · g4 – Czarny skoczek · b3 – Biały goniec · d3 – Biały pionek · f3 – Biały skoczek · a2 – Biały pionek · b2 – Biały pionek · c2 – Biały pionek · d2 – Biały goniec · f2 – Biały pionek · g2 – Biały pionek · h2 – Biały pionek · a1 – Biała wieża · d1 – Biały hetman · f1 – Biała wieża · g1 – Biały król | a8 – Czarna wieża · c8 – Czarny goniec · d8 – Czarny hetman · e8 – Czarny król · h8 – Czarna wieża · c7 – Czarny pionek · g7 – Czarny pionek · h7 – Czarny pionek · a6 – Czarny pionek · d6 – Czarny pionek · f6 – Czarny pionek · a5 – Czarny skoczek · b5 – Czarny pionek · c5 – Czarny goniec · d5 – Biały skoczek · e5 – Czarny pionek · e4 – Biały pionek · g4 – Czarny skoczek · b3 – Biały goniec · d3 – Biały pionek · f3 – Biały skoczek · a2 – Biały pionek · b2 – Biały pionek · c2 – Biały pionek · d2 – Biały goniec · f2 – Biały pionek · g2 – Biały pionek · h2 – Biały pionek · a1 – Biała wieża · d1 – Biały hetman · f1 – Biała wieża · g1 – Biały król | a8 – Czarna wieża · c8 – Czarny goniec · d8 – Czarny hetman · e8 – Czarny król · h8 – Czarna wieża · c7 – Czarny pionek · g7 – Czarny pionek · h7 – Czarny pionek · a6 – Czarny pionek · d6 – Czarny pionek · f6 – Czarny pionek · a5 – Czarny skoczek · b5 – Czarny pionek · c5 – Czarny goniec · d5 – Biały skoczek · e5 – Czarny pionek · e4 – Biały pionek · g4 – Czarny skoczek · b3 – Biały goniec · d3 – Biały pionek · f3 – Biały skoczek · a2 – Biały pionek · b2 – Biały pionek · c2 – Biały pionek · d2 – Biały goniec · f2 – Biały pionek · g2 – Biały pionek · h2 – Biały pionek · a1 – Biała wieża · d1 – Biały hetman · f1 – Biała wieża · g1 – Biały król | a8 – Czarna wieża · c8 – Czarny goniec · d8 – Czarny hetman · e8 – Czarny król · h8 – Czarna wieża · c7 – Czarny pionek · g7 – Czarny pionek · h7 – Czarny pionek · a6 – Czarny pionek · d6 – Czarny pionek · f6 – Czarny pionek · a5 – Czarny skoczek · b5 – Czarny pionek · c5 – Czarny goniec · d5 – Biały skoczek · e5 – Czarny pionek · e4 – Biały pionek · g4 – Czarny skoczek · b3 – Biały goniec · d3 – Biały pionek · f3 – Biały skoczek · a2 – Biały pionek · b2 – Biały pionek · c2 – Biały pionek · d2 – Biały goniec · f2 – Biały pionek · g2 – Biały pionek · h2 – Biały pionek · a1 – Biała wieża · d1 – Biały hetman · f1 – Biała wieża · g1 – Biały król | 5 |
| 4 | a8 – Czarna wieża · c8 – Czarny goniec · d8 – Czarny hetman · e8 – Czarny król · h8 – Czarna wieża · c7 – Czarny pionek · g7 – Czarny pionek · h7 – Czarny pionek · a6 – Czarny pionek · d6 – Czarny pionek · f6 – Czarny pionek · a5 – Czarny skoczek · b5 – Czarny pionek · c5 – Czarny goniec · d5 – Biały skoczek · e5 – Czarny pionek · e4 – Biały pionek · g4 – Czarny skoczek · b3 – Biały goniec · d3 – Biały pionek · f3 – Biały skoczek · a2 – Biały pionek · b2 – Biały pionek · c2 – Biały pionek · d2 – Biały goniec · f2 – Biały pionek · g2 – Biały pionek · h2 – Biały pionek · a1 – Biała wieża · d1 – Biały hetman · f1 – Biała wieża · g1 – Biały król | a8 – Czarna wieża · c8 – Czarny goniec · d8 – Czarny hetman · e8 – Czarny król · h8 – Czarna wieża · c7 – Czarny pionek · g7 – Czarny pionek · h7 – Czarny pionek · a6 – Czarny pionek · d6 – Czarny pionek · f6 – Czarny pionek · a5 – Czarny skoczek · b5 – Czarny pionek · c5 – Czarny goniec · d5 – Biały skoczek · e5 – Czarny pionek · e4 – Biały pionek · g4 – Czarny skoczek · b3 – Biały goniec · d3 – Biały pionek · f3 – Biały skoczek · a2 – Biały pionek · b2 – Biały pionek · c2 – Biały pionek · d2 – Biały goniec · f2 – Biały pionek · g2 – Biały pionek · h2 – Biały pionek · a1 – Biała wieża · d1 – Biały hetman · f1 – Biała wieża · g1 – Biały król | a8 – Czarna wieża · c8 – Czarny goniec · d8 – Czarny hetman · e8 – Czarny król · h8 – Czarna wieża · c7 – Czarny pionek · g7 – Czarny pionek · h7 – Czarny pionek · a6 – Czarny pionek · d6 – Czarny pionek · f6 – Czarny pionek · a5 – Czarny skoczek · b5 – Czarny pionek · c5 – Czarny goniec · d5 – Biały skoczek · e5 – Czarny pionek · e4 – Biały pionek · g4 – Czarny skoczek · b3 – Biały goniec · d3 – Biały pionek · f3 – Biały skoczek · a2 – Biały pionek · b2 – Biały pionek · c2 – Biały pionek · d2 – Biały goniec · f2 – Biały pionek · g2 – Biały pionek · h2 – Biały pionek · a1 – Biała wieża · d1 – Biały hetman · f1 – Biała wieża · g1 – Biały król | a8 – Czarna wieża · c8 – Czarny goniec · d8 – Czarny hetman · e8 – Czarny król · h8 – Czarna wieża · c7 – Czarny pionek · g7 – Czarny pionek · h7 – Czarny pionek · a6 – Czarny pionek · d6 – Czarny pionek · f6 – Czarny pionek · a5 – Czarny skoczek · b5 – Czarny pionek · c5 – Czarny goniec · d5 – Biały skoczek · e5 – Czarny pionek · e4 – Biały pionek · g4 – Czarny skoczek · b3 – Biały goniec · d3 – Biały pionek · f3 – Biały skoczek · a2 – Biały pionek · b2 – Biały pionek · c2 – Biały pionek · d2 – Biały goniec · f2 – Biały pionek · g2 – Biały pionek · h2 – Biały pionek · a1 – Biała wieża · d1 – Biały hetman · f1 – Biała wieża · g1 – Biały król | a8 – Czarna wieża · c8 – Czarny goniec · d8 – Czarny hetman · e8 – Czarny król · h8 – Czarna wieża · c7 – Czarny pionek · g7 – Czarny pionek · h7 – Czarny pionek · a6 – Czarny pionek · d6 – Czarny pionek · f6 – Czarny pionek · a5 – Czarny skoczek · b5 – Czarny pionek · c5 – Czarny goniec · d5 – Biały skoczek · e5 – Czarny pionek · e4 – Biały pionek · g4 – Czarny skoczek · b3 – Biały goniec · d3 – Biały pionek · f3 – Biały skoczek · a2 – Biały pionek · b2 – Biały pionek · c2 – Biały pionek · d2 – Biały goniec · f2 – Biały pionek · g2 – Biały pionek · h2 – Biały pionek · a1 – Biała wieża · d1 – Biały hetman · f1 – Biała wieża · g1 – Biały król | a8 – Czarna wieża · c8 – Czarny goniec · d8 – Czarny hetman · e8 – Czarny król · h8 – Czarna wieża · c7 – Czarny pionek · g7 – Czarny pionek · h7 – Czarny pionek · a6 – Czarny pionek · d6 – Czarny pionek · f6 – Czarny pionek · a5 – Czarny skoczek · b5 – Czarny pionek · c5 – Czarny goniec · d5 – Biały skoczek · e5 – Czarny pionek · e4 – Biały pionek · g4 – Czarny skoczek · b3 – Biały goniec · d3 – Biały pionek · f3 – Biały skoczek · a2 – Biały pionek · b2 – Biały pionek · c2 – Biały pionek · d2 – Biały goniec · f2 – Biały pionek · g2 – Biały pionek · h2 – Biały pionek · a1 – Biała wieża · d1 – Biały hetman · f1 – Biała wieża · g1 – Biały król | a8 – Czarna wieża · c8 – Czarny goniec · d8 – Czarny hetman · e8 – Czarny król · h8 – Czarna wieża · c7 – Czarny pionek · g7 – Czarny pionek · h7 – Czarny pionek · a6 – Czarny pionek · d6 – Czarny pionek · f6 – Czarny pionek · a5 – Czarny skoczek · b5 – Czarny pionek · c5 – Czarny goniec · d5 – Biały skoczek · e5 – Czarny pionek · e4 – Biały pionek · g4 – Czarny skoczek · b3 – Biały goniec · d3 – Biały pionek · f3 – Biały skoczek · a2 – Biały pionek · b2 – Biały pionek · c2 – Biały pionek · d2 – Biały goniec · f2 – Biały pionek · g2 – Biały pionek · h2 – Biały pionek · a1 – Biała wieża · d1 – Biały hetman · f1 – Biała wieża · g1 – Biały król | a8 – Czarna wieża · c8 – Czarny goniec · d8 – Czarny hetman · e8 – Czarny król · h8 – Czarna wieża · c7 – Czarny pionek · g7 – Czarny pionek · h7 – Czarny pionek · a6 – Czarny pionek · d6 – Czarny pionek · f6 – Czarny pionek · a5 – Czarny skoczek · b5 – Czarny pionek · c5 – Czarny goniec · d5 – Biały skoczek · e5 – Czarny pionek · e4 – Biały pionek · g4 – Czarny skoczek · b3 – Biały goniec · d3 – Biały pionek · f3 – Biały skoczek · a2 – Biały pionek · b2 – Biały pionek · c2 – Biały pionek · d2 – Biały goniec · f2 – Biały pionek · g2 – Biały pionek · h2 – Biały pionek · a1 – Biała wieża · d1 – Biały hetman · f1 – Biała wieża · g1 – Biały król | 4 |
| 3 | a8 – Czarna wieża · c8 – Czarny goniec · d8 – Czarny hetman · e8 – Czarny król · h8 – Czarna wieża · c7 – Czarny pionek · g7 – Czarny pionek · h7 – Czarny pionek · a6 – Czarny pionek · d6 – Czarny pionek · f6 – Czarny pionek · a5 – Czarny skoczek · b5 – Czarny pionek · c5 – Czarny goniec · d5 – Biały skoczek · e5 – Czarny pionek · e4 – Biały pionek · g4 – Czarny skoczek · b3 – Biały goniec · d3 – Biały pionek · f3 – Biały skoczek · a2 – Biały pionek · b2 – Biały pionek · c2 – Biały pionek · d2 – Biały goniec · f2 – Biały pionek · g2 – Biały pionek · h2 – Biały pionek · a1 – Biała wieża · d1 – Biały hetman · f1 – Biała wieża · g1 – Biały król | a8 – Czarna wieża · c8 – Czarny goniec · d8 – Czarny hetman · e8 – Czarny król · h8 – Czarna wieża · c7 – Czarny pionek · g7 – Czarny pionek · h7 – Czarny pionek · a6 – Czarny pionek · d6 – Czarny pionek · f6 – Czarny pionek · a5 – Czarny skoczek · b5 – Czarny pionek · c5 – Czarny goniec · d5 – Biały skoczek · e5 – Czarny pionek · e4 – Biały pionek · g4 – Czarny skoczek · b3 – Biały goniec · d3 – Biały pionek · f3 – Biały skoczek · a2 – Biały pionek · b2 – Biały pionek · c2 – Biały pionek · d2 – Biały goniec · f2 – Biały pionek · g2 – Biały pionek · h2 – Biały pionek · a1 – Biała wieża · d1 – Biały hetman · f1 – Biała wieża · g1 – Biały król | a8 – Czarna wieża · c8 – Czarny goniec · d8 – Czarny hetman · e8 – Czarny król · h8 – Czarna wieża · c7 – Czarny pionek · g7 – Czarny pionek · h7 – Czarny pionek · a6 – Czarny pionek · d6 – Czarny pionek · f6 – Czarny pionek · a5 – Czarny skoczek · b5 – Czarny pionek · c5 – Czarny goniec · d5 – Biały skoczek · e5 – Czarny pionek · e4 – Biały pionek · g4 – Czarny skoczek · b3 – Biały goniec · d3 – Biały pionek · f3 – Biały skoczek · a2 – Biały pionek · b2 – Biały pionek · c2 – Biały pionek · d2 – Biały goniec · f2 – Biały pionek · g2 – Biały pionek · h2 – Biały pionek · a1 – Biała wieża · d1 – Biały hetman · f1 – Biała wieża · g1 – Biały król | a8 – Czarna wieża · c8 – Czarny goniec · d8 – Czarny hetman · e8 – Czarny król · h8 – Czarna wieża · c7 – Czarny pionek · g7 – Czarny pionek · h7 – Czarny pionek · a6 – Czarny pionek · d6 – Czarny pionek · f6 – Czarny pionek · a5 – Czarny skoczek · b5 – Czarny pionek · c5 – Czarny goniec · d5 – Biały skoczek · e5 – Czarny pionek · e4 – Biały pionek · g4 – Czarny skoczek · b3 – Biały goniec · d3 – Biały pionek · f3 – Biały skoczek · a2 – Biały pionek · b2 – Biały pionek · c2 – Biały pionek · d2 – Biały goniec · f2 – Biały pionek · g2 – Biały pionek · h2 – Biały pionek · a1 – Biała wieża · d1 – Biały hetman · f1 – Biała wieża · g1 – Biały król | a8 – Czarna wieża · c8 – Czarny goniec · d8 – Czarny hetman · e8 – Czarny król · h8 – Czarna wieża · c7 – Czarny pionek · g7 – Czarny pionek · h7 – Czarny pionek · a6 – Czarny pionek · d6 – Czarny pionek · f6 – Czarny pionek · a5 – Czarny skoczek · b5 – Czarny pionek · c5 – Czarny goniec · d5 – Biały skoczek · e5 – Czarny pionek · e4 – Biały pionek · g4 – Czarny skoczek · b3 – Biały goniec · d3 – Biały pionek · f3 – Biały skoczek · a2 – Biały pionek · b2 – Biały pionek · c2 – Biały pionek · d2 – Biały goniec · f2 – Biały pionek · g2 – Biały pionek · h2 – Biały pionek · a1 – Biała wieża · d1 – Biały hetman · f1 – Biała wieża · g1 – Biały król | a8 – Czarna wieża · c8 – Czarny goniec · d8 – Czarny hetman · e8 – Czarny król · h8 – Czarna wieża · c7 – Czarny pionek · g7 – Czarny pionek · h7 – Czarny pionek · a6 – Czarny pionek · d6 – Czarny pionek · f6 – Czarny pionek · a5 – Czarny skoczek · b5 – Czarny pionek · c5 – Czarny goniec · d5 – Biały skoczek · e5 – Czarny pionek · e4 – Biały pionek · g4 – Czarny skoczek · b3 – Biały goniec · d3 – Biały pionek · f3 – Biały skoczek · a2 – Biały pionek · b2 – Biały pionek · c2 – Biały pionek · d2 – Biały goniec · f2 – Biały pionek · g2 – Biały pionek · h2 – Biały pionek · a1 – Biała wieża · d1 – Biały hetman · f1 – Biała wieża · g1 – Biały król | a8 – Czarna wieża · c8 – Czarny goniec · d8 – Czarny hetman · e8 – Czarny król · h8 – Czarna wieża · c7 – Czarny pionek · g7 – Czarny pionek · h7 – Czarny pionek · a6 – Czarny pionek · d6 – Czarny pionek · f6 – Czarny pionek · a5 – Czarny skoczek · b5 – Czarny pionek · c5 – Czarny goniec · d5 – Biały skoczek · e5 – Czarny pionek · e4 – Biały pionek · g4 – Czarny skoczek · b3 – Biały goniec · d3 – Biały pionek · f3 – Biały skoczek · a2 – Biały pionek · b2 – Biały pionek · c2 – Biały pionek · d2 – Biały goniec · f2 – Biały pionek · g2 – Biały pionek · h2 – Biały pionek · a1 – Biała wieża · d1 – Biały hetman · f1 – Biała wieża · g1 – Biały król | a8 – Czarna wieża · c8 – Czarny goniec · d8 – Czarny hetman · e8 – Czarny król · h8 – Czarna wieża · c7 – Czarny pionek · g7 – Czarny pionek · h7 – Czarny pionek · a6 – Czarny pionek · d6 – Czarny pionek · f6 – Czarny pionek · a5 – Czarny skoczek · b5 – Czarny pionek · c5 – Czarny goniec · d5 – Biały skoczek · e5 – Czarny pionek · e4 – Biały pionek · g4 – Czarny skoczek · b3 – Biały goniec · d3 – Biały pionek · f3 – Biały skoczek · a2 – Biały pionek · b2 – Biały pionek · c2 – Biały pionek · d2 – Biały goniec · f2 – Biały pionek · g2 – Biały pionek · h2 – Biały pionek · a1 – Biała wieża · d1 – Biały hetman · f1 – Biała wieża · g1 – Biały król | 3 |
| 2 | a8 – Czarna wieża · c8 – Czarny goniec · d8 – Czarny hetman · e8 – Czarny król · h8 – Czarna wieża · c7 – Czarny pionek · g7 – Czarny pionek · h7 – Czarny pionek · a6 – Czarny pionek · d6 – Czarny pionek · f6 – Czarny pionek · a5 – Czarny skoczek · b5 – Czarny pionek · c5 – Czarny goniec · d5 – Biały skoczek · e5 – Czarny pionek · e4 – Biały pionek · g4 – Czarny skoczek · b3 – Biały goniec · d3 – Biały pionek · f3 – Biały skoczek · a2 – Biały pionek · b2 – Biały pionek · c2 – Biały pionek · d2 – Biały goniec · f2 – Biały pionek · g2 – Biały pionek · h2 – Biały pionek · a1 – Biała wieża · d1 – Biały hetman · f1 – Biała wieża · g1 – Biały król | a8 – Czarna wieża · c8 – Czarny goniec · d8 – Czarny hetman · e8 – Czarny król · h8 – Czarna wieża · c7 – Czarny pionek · g7 – Czarny pionek · h7 – Czarny pionek · a6 – Czarny pionek · d6 – Czarny pionek · f6 – Czarny pionek · a5 – Czarny skoczek · b5 – Czarny pionek · c5 – Czarny goniec · d5 – Biały skoczek · e5 – Czarny pionek · e4 – Biały pionek · g4 – Czarny skoczek · b3 – Biały goniec · d3 – Biały pionek · f3 – Biały skoczek · a2 – Biały pionek · b2 – Biały pionek · c2 – Biały pionek · d2 – Biały goniec · f2 – Biały pionek · g2 – Biały pionek · h2 – Biały pionek · a1 – Biała wieża · d1 – Biały hetman · f1 – Biała wieża · g1 – Biały król | a8 – Czarna wieża · c8 – Czarny goniec · d8 – Czarny hetman · e8 – Czarny król · h8 – Czarna wieża · c7 – Czarny pionek · g7 – Czarny pionek · h7 – Czarny pionek · a6 – Czarny pionek · d6 – Czarny pionek · f6 – Czarny pionek · a5 – Czarny skoczek · b5 – Czarny pionek · c5 – Czarny goniec · d5 – Biały skoczek · e5 – Czarny pionek · e4 – Biały pionek · g4 – Czarny skoczek · b3 – Biały goniec · d3 – Biały pionek · f3 – Biały skoczek · a2 – Biały pionek · b2 – Biały pionek · c2 – Biały pionek · d2 – Biały goniec · f2 – Biały pionek · g2 – Biały pionek · h2 – Biały pionek · a1 – Biała wieża · d1 – Biały hetman · f1 – Biała wieża · g1 – Biały król | a8 – Czarna wieża · c8 – Czarny goniec · d8 – Czarny hetman · e8 – Czarny król · h8 – Czarna wieża · c7 – Czarny pionek · g7 – Czarny pionek · h7 – Czarny pionek · a6 – Czarny pionek · d6 – Czarny pionek · f6 – Czarny pionek · a5 – Czarny skoczek · b5 – Czarny pionek · c5 – Czarny goniec · d5 – Biały skoczek · e5 – Czarny pionek · e4 – Biały pionek · g4 – Czarny skoczek · b3 – Biały goniec · d3 – Biały pionek · f3 – Biały skoczek · a2 – Biały pionek · b2 – Biały pionek · c2 – Biały pionek · d2 – Biały goniec · f2 – Biały pionek · g2 – Biały pionek · h2 – Biały pionek · a1 – Biała wieża · d1 – Biały hetman · f1 – Biała wieża · g1 – Biały król | a8 – Czarna wieża · c8 – Czarny goniec · d8 – Czarny hetman · e8 – Czarny król · h8 – Czarna wieża · c7 – Czarny pionek · g7 – Czarny pionek · h7 – Czarny pionek · a6 – Czarny pionek · d6 – Czarny pionek · f6 – Czarny pionek · a5 – Czarny skoczek · b5 – Czarny pionek · c5 – Czarny goniec · d5 – Biały skoczek · e5 – Czarny pionek · e4 – Biały pionek · g4 – Czarny skoczek · b3 – Biały goniec · d3 – Biały pionek · f3 – Biały skoczek · a2 – Biały pionek · b2 – Biały pionek · c2 – Biały pionek · d2 – Biały goniec · f2 – Biały pionek · g2 – Biały pionek · h2 – Biały pionek · a1 – Biała wieża · d1 – Biały hetman · f1 – Biała wieża · g1 – Biały król | a8 – Czarna wieża · c8 – Czarny goniec · d8 – Czarny hetman · e8 – Czarny król · h8 – Czarna wieża · c7 – Czarny pionek · g7 – Czarny pionek · h7 – Czarny pionek · a6 – Czarny pionek · d6 – Czarny pionek · f6 – Czarny pionek · a5 – Czarny skoczek · b5 – Czarny pionek · c5 – Czarny goniec · d5 – Biały skoczek · e5 – Czarny pionek · e4 – Biały pionek · g4 – Czarny skoczek · b3 – Biały goniec · d3 – Biały pionek · f3 – Biały skoczek · a2 – Biały pionek · b2 – Biały pionek · c2 – Biały pionek · d2 – Biały goniec · f2 – Biały pionek · g2 – Biały pionek · h2 – Biały pionek · a1 – Biała wieża · d1 – Biały hetman · f1 – Biała wieża · g1 – Biały król | a8 – Czarna wieża · c8 – Czarny goniec · d8 – Czarny hetman · e8 – Czarny król · h8 – Czarna wieża · c7 – Czarny pionek · g7 – Czarny pionek · h7 – Czarny pionek · a6 – Czarny pionek · d6 – Czarny pionek · f6 – Czarny pionek · a5 – Czarny skoczek · b5 – Czarny pionek · c5 – Czarny goniec · d5 – Biały skoczek · e5 – Czarny pionek · e4 – Biały pionek · g4 – Czarny skoczek · b3 – Biały goniec · d3 – Biały pionek · f3 – Biały skoczek · a2 – Biały pionek · b2 – Biały pionek · c2 – Biały pionek · d2 – Biały goniec · f2 – Biały pionek · g2 – Biały pionek · h2 – Biały pionek · a1 – Biała wieża · d1 – Biały hetman · f1 – Biała wieża · g1 – Biały król | a8 – Czarna wieża · c8 – Czarny goniec · d8 – Czarny hetman · e8 – Czarny król · h8 – Czarna wieża · c7 – Czarny pionek · g7 – Czarny pionek · h7 – Czarny pionek · a6 – Czarny pionek · d6 – Czarny pionek · f6 – Czarny pionek · a5 – Czarny skoczek · b5 – Czarny pionek · c5 – Czarny goniec · d5 – Biały skoczek · e5 – Czarny pionek · e4 – Biały pionek · g4 – Czarny skoczek · b3 – Biały goniec · d3 – Biały pionek · f3 – Biały skoczek · a2 – Biały pionek · b2 – Biały pionek · c2 – Biały pionek · d2 – Biały goniec · f2 – Biały pionek · g2 – Biały pionek · h2 – Biały pionek · a1 – Biała wieża · d1 – Biały hetman · f1 – Biała wieża · g1 – Biały król | 2 |
| 1 | a8 – Czarna wieża · c8 – Czarny goniec · d8 – Czarny hetman · e8 – Czarny król · h8 – Czarna wieża · c7 – Czarny pionek · g7 – Czarny pionek · h7 – Czarny pionek · a6 – Czarny pionek · d6 – Czarny pionek · f6 – Czarny pionek · a5 – Czarny skoczek · b5 – Czarny pionek · c5 – Czarny goniec · d5 – Biały skoczek · e5 – Czarny pionek · e4 – Biały pionek · g4 – Czarny skoczek · b3 – Biały goniec · d3 – Biały pionek · f3 – Biały skoczek · a2 – Biały pionek · b2 – Biały pionek · c2 – Biały pionek · d2 – Biały goniec · f2 – Biały pionek · g2 – Biały pionek · h2 – Biały pionek · a1 – Biała wieża · d1 – Biały hetman · f1 – Biała wieża · g1 – Biały król | a8 – Czarna wieża · c8 – Czarny goniec · d8 – Czarny hetman · e8 – Czarny król · h8 – Czarna wieża · c7 – Czarny pionek · g7 – Czarny pionek · h7 – Czarny pionek · a6 – Czarny pionek · d6 – Czarny pionek · f6 – Czarny pionek · a5 – Czarny skoczek · b5 – Czarny pionek · c5 – Czarny goniec · d5 – Biały skoczek · e5 – Czarny pionek · e4 – Biały pionek · g4 – Czarny skoczek · b3 – Biały goniec · d3 – Biały pionek · f3 – Biały skoczek · a2 – Biały pionek · b2 – Biały pionek · c2 – Biały pionek · d2 – Biały goniec · f2 – Biały pionek · g2 – Biały pionek · h2 – Biały pionek · a1 – Biała wieża · d1 – Biały hetman · f1 – Biała wieża · g1 – Biały król | a8 – Czarna wieża · c8 – Czarny goniec · d8 – Czarny hetman · e8 – Czarny król · h8 – Czarna wieża · c7 – Czarny pionek · g7 – Czarny pionek · h7 – Czarny pionek · a6 – Czarny pionek · d6 – Czarny pionek · f6 – Czarny pionek · a5 – Czarny skoczek · b5 – Czarny pionek · c5 – Czarny goniec · d5 – Biały skoczek · e5 – Czarny pionek · e4 – Biały pionek · g4 – Czarny skoczek · b3 – Biały goniec · d3 – Biały pionek · f3 – Biały skoczek · a2 – Biały pionek · b2 – Biały pionek · c2 – Biały pionek · d2 – Biały goniec · f2 – Biały pionek · g2 – Biały pionek · h2 – Biały pionek · a1 – Biała wieża · d1 – Biały hetman · f1 – Biała wieża · g1 – Biały król | a8 – Czarna wieża · c8 – Czarny goniec · d8 – Czarny hetman · e8 – Czarny król · h8 – Czarna wieża · c7 – Czarny pionek · g7 – Czarny pionek · h7 – Czarny pionek · a6 – Czarny pionek · d6 – Czarny pionek · f6 – Czarny pionek · a5 – Czarny skoczek · b5 – Czarny pionek · c5 – Czarny goniec · d5 – Biały skoczek · e5 – Czarny pionek · e4 – Biały pionek · g4 – Czarny skoczek · b3 – Biały goniec · d3 – Biały pionek · f3 – Biały skoczek · a2 – Biały pionek · b2 – Biały pionek · c2 – Biały pionek · d2 – Biały goniec · f2 – Biały pionek · g2 – Biały pionek · h2 – Biały pionek · a1 – Biała wieża · d1 – Biały hetman · f1 – Biała wieża · g1 – Biały król | a8 – Czarna wieża · c8 – Czarny goniec · d8 – Czarny hetman · e8 – Czarny król · h8 – Czarna wieża · c7 – Czarny pionek · g7 – Czarny pionek · h7 – Czarny pionek · a6 – Czarny pionek · d6 – Czarny pionek · f6 – Czarny pionek · a5 – Czarny skoczek · b5 – Czarny pionek · c5 – Czarny goniec · d5 – Biały skoczek · e5 – Czarny pionek · e4 – Biały pionek · g4 – Czarny skoczek · b3 – Biały goniec · d3 – Biały pionek · f3 – Biały skoczek · a2 – Biały pionek · b2 – Biały pionek · c2 – Biały pionek · d2 – Biały goniec · f2 – Biały pionek · g2 – Biały pionek · h2 – Biały pionek · a1 – Biała wieża · d1 – Biały hetman · f1 – Biała wieża · g1 – Biały król | a8 – Czarna wieża · c8 – Czarny goniec · d8 – Czarny hetman · e8 – Czarny król · h8 – Czarna wieża · c7 – Czarny pionek · g7 – Czarny pionek · h7 – Czarny pionek · a6 – Czarny pionek · d6 – Czarny pionek · f6 – Czarny pionek · a5 – Czarny skoczek · b5 – Czarny pionek · c5 – Czarny goniec · d5 – Biały skoczek · e5 – Czarny pionek · e4 – Biały pionek · g4 – Czarny skoczek · b3 – Biały goniec · d3 – Biały pionek · f3 – Biały skoczek · a2 – Biały pionek · b2 – Biały pionek · c2 – Biały pionek · d2 – Biały goniec · f2 – Biały pionek · g2 – Biały pionek · h2 – Biały pionek · a1 – Biała wieża · d1 – Biały hetman · f1 – Biała wieża · g1 – Biały król | a8 – Czarna wieża · c8 – Czarny goniec · d8 – Czarny hetman · e8 – Czarny król · h8 – Czarna wieża · c7 – Czarny pionek · g7 – Czarny pionek · h7 – Czarny pionek · a6 – Czarny pionek · d6 – Czarny pionek · f6 – Czarny pionek · a5 – Czarny skoczek · b5 – Czarny pionek · c5 – Czarny goniec · d5 – Biały skoczek · e5 – Czarny pionek · e4 – Biały pionek · g4 – Czarny skoczek · b3 – Biały goniec · d3 – Biały pionek · f3 – Biały skoczek · a2 – Biały pionek · b2 – Biały pionek · c2 – Biały pionek · d2 – Biały goniec · f2 – Biały pionek · g2 – Biały pionek · h2 – Biały pionek · a1 – Biała wieża · d1 – Biały hetman · f1 – Biała wieża · g1 – Biały król | a8 – Czarna wieża · c8 – Czarny goniec · d8 – Czarny hetman · e8 – Czarny król · h8 – Czarna wieża · c7 – Czarny pionek · g7 – Czarny pionek · h7 – Czarny pionek · a6 – Czarny pionek · d6 – Czarny pionek · f6 – Czarny pionek · a5 – Czarny skoczek · b5 – Czarny pionek · c5 – Czarny goniec · d5 – Biały skoczek · e5 – Czarny pionek · e4 – Biały pionek · g4 – Czarny skoczek · b3 – Biały goniec · d3 – Biały pionek · f3 – Biały skoczek · a2 – Biały pionek · b2 – Biały pionek · c2 – Biały pionek · d2 – Biały goniec · f2 – Biały pionek · g2 – Biały pionek · h2 – Biały pionek · a1 – Biała wieża · d1 – Biały hetman · f1 – Biała wieża · g1 – Biały król | 1 |
|   | a | b | c | d | e | f | g | h |   |

|   | a | b | c | d | e | f | g | h |   |
| 8 | a8 – Czarna wieża · c8 – Czarny goniec · d8 – Czarny hetman · e8 – Czarny król · h8 – Czarna wieża · g7 – Czarny pionek · h7 – Czarny pionek · a6 – Czarny pionek · c6 – Czarny pionek · d6 – Czarny pionek · f6 – Czarny pionek · a5 – Biały goniec · b5 – Czarny pionek · c5 – Czarny goniec · d5 – Biały skoczek · e5 – Czarny pionek · e4 – Biały pionek · g4 – Czarny skoczek · b3 – Biały pionek · d3 – Biały pionek · f3 – Biały skoczek · b2 – Biały pionek · c2 – Biały pionek · f2 – Biały pionek · g2 – Biały pionek · h2 – Biały pionek · a1 – Biała wieża · d1 – Biały hetman · f1 – Biała wieża · g1 – Biały król | a8 – Czarna wieża · c8 – Czarny goniec · d8 – Czarny hetman · e8 – Czarny król · h8 – Czarna wieża · g7 – Czarny pionek · h7 – Czarny pionek · a6 – Czarny pionek · c6 – Czarny pionek · d6 – Czarny pionek · f6 – Czarny pionek · a5 – Biały goniec · b5 – Czarny pionek · c5 – Czarny goniec · d5 – Biały skoczek · e5 – Czarny pionek · e4 – Biały pionek · g4 – Czarny skoczek · b3 – Biały pionek · d3 – Biały pionek · f3 – Biały skoczek · b2 – Biały pionek · c2 – Biały pionek · f2 – Biały pionek · g2 – Biały pionek · h2 – Biały pionek · a1 – Biała wieża · d1 – Biały hetman · f1 – Biała wieża · g1 – Biały król | a8 – Czarna wieża · c8 – Czarny goniec · d8 – Czarny hetman · e8 – Czarny król · h8 – Czarna wieża · g7 – Czarny pionek · h7 – Czarny pionek · a6 – Czarny pionek · c6 – Czarny pionek · d6 – Czarny pionek · f6 – Czarny pionek · a5 – Biały goniec · b5 – Czarny pionek · c5 – Czarny goniec · d5 – Biały skoczek · e5 – Czarny pionek · e4 – Biały pionek · g4 – Czarny skoczek · b3 – Biały pionek · d3 – Biały pionek · f3 – Biały skoczek · b2 – Biały pionek · c2 – Biały pionek · f2 – Biały pionek · g2 – Biały pionek · h2 – Biały pionek · a1 – Biała wieża · d1 – Biały hetman · f1 – Biała wieża · g1 – Biały król | a8 – Czarna wieża · c8 – Czarny goniec · d8 – Czarny hetman · e8 – Czarny król · h8 – Czarna wieża · g7 – Czarny pionek · h7 – Czarny pionek · a6 – Czarny pionek · c6 – Czarny pionek · d6 – Czarny pionek · f6 – Czarny pionek · a5 – Biały goniec · b5 – Czarny pionek · c5 – Czarny goniec · d5 – Biały skoczek · e5 – Czarny pionek · e4 – Biały pionek · g4 – Czarny skoczek · b3 – Biały pionek · d3 – Biały pionek · f3 – Biały skoczek · b2 – Biały pionek · c2 – Biały pionek · f2 – Biały pionek · g2 – Biały pionek · h2 – Biały pionek · a1 – Biała wieża · d1 – Biały hetman · f1 – Biała wieża · g1 – Biały król | a8 – Czarna wieża · c8 – Czarny goniec · d8 – Czarny hetman · e8 – Czarny król · h8 – Czarna wieża · g7 – Czarny pionek · h7 – Czarny pionek · a6 – Czarny pionek · c6 – Czarny pionek · d6 – Czarny pionek · f6 – Czarny pionek · a5 – Biały goniec · b5 – Czarny pionek · c5 – Czarny goniec · d5 – Biały skoczek · e5 – Czarny pionek · e4 – Biały pionek · g4 – Czarny skoczek · b3 – Biały pionek · d3 – Biały pionek · f3 – Biały skoczek · b2 – Biały pionek · c2 – Biały pionek · f2 – Biały pionek · g2 – Biały pionek · h2 – Biały pionek · a1 – Biała wieża · d1 – Biały hetman · f1 – Biała wieża · g1 – Biały król | a8 – Czarna wieża · c8 – Czarny goniec · d8 – Czarny hetman · e8 – Czarny król · h8 – Czarna wieża · g7 – Czarny pionek · h7 – Czarny pionek · a6 – Czarny pionek · c6 – Czarny pionek · d6 – Czarny pionek · f6 – Czarny pionek · a5 – Biały goniec · b5 – Czarny pionek · c5 – Czarny goniec · d5 – Biały skoczek · e5 – Czarny pionek · e4 – Biały pionek · g4 – Czarny skoczek · b3 – Biały pionek · d3 – Biały pionek · f3 – Biały skoczek · b2 – Biały pionek · c2 – Biały pionek · f2 – Biały pionek · g2 – Biały pionek · h2 – Biały pionek · a1 – Biała wieża · d1 – Biały hetman · f1 – Biała wieża · g1 – Biały król | a8 – Czarna wieża · c8 – Czarny goniec · d8 – Czarny hetman · e8 – Czarny król · h8 – Czarna wieża · g7 – Czarny pionek · h7 – Czarny pionek · a6 – Czarny pionek · c6 – Czarny pionek · d6 – Czarny pionek · f6 – Czarny pionek · a5 – Biały goniec · b5 – Czarny pionek · c5 – Czarny goniec · d5 – Biały skoczek · e5 – Czarny pionek · e4 – Biały pionek · g4 – Czarny skoczek · b3 – Biały pionek · d3 – Biały pionek · f3 – Biały skoczek · b2 – Biały pionek · c2 – Biały pionek · f2 – Biały pionek · g2 – Biały pionek · h2 – Biały pionek · a1 – Biała wieża · d1 – Biały hetman · f1 – Biała wieża · g1 – Biały król | a8 – Czarna wieża · c8 – Czarny goniec · d8 – Czarny hetman · e8 – Czarny król · h8 – Czarna wieża · g7 – Czarny pionek · h7 – Czarny pionek · a6 – Czarny pionek · c6 – Czarny pionek · d6 – Czarny pionek · f6 – Czarny pionek · a5 – Biały goniec · b5 – Czarny pionek · c5 – Czarny goniec · d5 – Biały skoczek · e5 – Czarny pionek · e4 – Biały pionek · g4 – Czarny skoczek · b3 – Biały pionek · d3 – Biały pionek · f3 – Biały skoczek · b2 – Biały pionek · c2 – Biały pionek · f2 – Biały pionek · g2 – Biały pionek · h2 – Biały pionek · a1 – Biała wieża · d1 – Biały hetman · f1 – Biała wieża · g1 – Biały król | 8 |
| 7 | a8 – Czarna wieża · c8 – Czarny goniec · d8 – Czarny hetman · e8 – Czarny król · h8 – Czarna wieża · g7 – Czarny pionek · h7 – Czarny pionek · a6 – Czarny pionek · c6 – Czarny pionek · d6 – Czarny pionek · f6 – Czarny pionek · a5 – Biały goniec · b5 – Czarny pionek · c5 – Czarny goniec · d5 – Biały skoczek · e5 – Czarny pionek · e4 – Biały pionek · g4 – Czarny skoczek · b3 – Biały pionek · d3 – Biały pionek · f3 – Biały skoczek · b2 – Biały pionek · c2 – Biały pionek · f2 – Biały pionek · g2 – Biały pionek · h2 – Biały pionek · a1 – Biała wieża · d1 – Biały hetman · f1 – Biała wieża · g1 – Biały król | a8 – Czarna wieża · c8 – Czarny goniec · d8 – Czarny hetman · e8 – Czarny król · h8 – Czarna wieża · g7 – Czarny pionek · h7 – Czarny pionek · a6 – Czarny pionek · c6 – Czarny pionek · d6 – Czarny pionek · f6 – Czarny pionek · a5 – Biały goniec · b5 – Czarny pionek · c5 – Czarny goniec · d5 – Biały skoczek · e5 – Czarny pionek · e4 – Biały pionek · g4 – Czarny skoczek · b3 – Biały pionek · d3 – Biały pionek · f3 – Biały skoczek · b2 – Biały pionek · c2 – Biały pionek · f2 – Biały pionek · g2 – Biały pionek · h2 – Biały pionek · a1 – Biała wieża · d1 – Biały hetman · f1 – Biała wieża · g1 – Biały król | a8 – Czarna wieża · c8 – Czarny goniec · d8 – Czarny hetman · e8 – Czarny król · h8 – Czarna wieża · g7 – Czarny pionek · h7 – Czarny pionek · a6 – Czarny pionek · c6 – Czarny pionek · d6 – Czarny pionek · f6 – Czarny pionek · a5 – Biały goniec · b5 – Czarny pionek · c5 – Czarny goniec · d5 – Biały skoczek · e5 – Czarny pionek · e4 – Biały pionek · g4 – Czarny skoczek · b3 – Biały pionek · d3 – Biały pionek · f3 – Biały skoczek · b2 – Biały pionek · c2 – Biały pionek · f2 – Biały pionek · g2 – Biały pionek · h2 – Biały pionek · a1 – Biała wieża · d1 – Biały hetman · f1 – Biała wieża · g1 – Biały król | a8 – Czarna wieża · c8 – Czarny goniec · d8 – Czarny hetman · e8 – Czarny król · h8 – Czarna wieża · g7 – Czarny pionek · h7 – Czarny pionek · a6 – Czarny pionek · c6 – Czarny pionek · d6 – Czarny pionek · f6 – Czarny pionek · a5 – Biały goniec · b5 – Czarny pionek · c5 – Czarny goniec · d5 – Biały skoczek · e5 – Czarny pionek · e4 – Biały pionek · g4 – Czarny skoczek · b3 – Biały pionek · d3 – Biały pionek · f3 – Biały skoczek · b2 – Biały pionek · c2 – Biały pionek · f2 – Biały pionek · g2 – Biały pionek · h2 – Biały pionek · a1 – Biała wieża · d1 – Biały hetman · f1 – Biała wieża · g1 – Biały król | a8 – Czarna wieża · c8 – Czarny goniec · d8 – Czarny hetman · e8 – Czarny król · h8 – Czarna wieża · g7 – Czarny pionek · h7 – Czarny pionek · a6 – Czarny pionek · c6 – Czarny pionek · d6 – Czarny pionek · f6 – Czarny pionek · a5 – Biały goniec · b5 – Czarny pionek · c5 – Czarny goniec · d5 – Biały skoczek · e5 – Czarny pionek · e4 – Biały pionek · g4 – Czarny skoczek · b3 – Biały pionek · d3 – Biały pionek · f3 – Biały skoczek · b2 – Biały pionek · c2 – Biały pionek · f2 – Biały pionek · g2 – Biały pionek · h2 – Biały pionek · a1 – Biała wieża · d1 – Biały hetman · f1 – Biała wieża · g1 – Biały król | a8 – Czarna wieża · c8 – Czarny goniec · d8 – Czarny hetman · e8 – Czarny król · h8 – Czarna wieża · g7 – Czarny pionek · h7 – Czarny pionek · a6 – Czarny pionek · c6 – Czarny pionek · d6 – Czarny pionek · f6 – Czarny pionek · a5 – Biały goniec · b5 – Czarny pionek · c5 – Czarny goniec · d5 – Biały skoczek · e5 – Czarny pionek · e4 – Biały pionek · g4 – Czarny skoczek · b3 – Biały pionek · d3 – Biały pionek · f3 – Biały skoczek · b2 – Biały pionek · c2 – Biały pionek · f2 – Biały pionek · g2 – Biały pionek · h2 – Biały pionek · a1 – Biała wieża · d1 – Biały hetman · f1 – Biała wieża · g1 – Biały król | a8 – Czarna wieża · c8 – Czarny goniec · d8 – Czarny hetman · e8 – Czarny król · h8 – Czarna wieża · g7 – Czarny pionek · h7 – Czarny pionek · a6 – Czarny pionek · c6 – Czarny pionek · d6 – Czarny pionek · f6 – Czarny pionek · a5 – Biały goniec · b5 – Czarny pionek · c5 – Czarny goniec · d5 – Biały skoczek · e5 – Czarny pionek · e4 – Biały pionek · g4 – Czarny skoczek · b3 – Biały pionek · d3 – Biały pionek · f3 – Biały skoczek · b2 – Biały pionek · c2 – Biały pionek · f2 – Biały pionek · g2 – Biały pionek · h2 – Biały pionek · a1 – Biała wieża · d1 – Biały hetman · f1 – Biała wieża · g1 – Biały król | a8 – Czarna wieża · c8 – Czarny goniec · d8 – Czarny hetman · e8 – Czarny król · h8 – Czarna wieża · g7 – Czarny pionek · h7 – Czarny pionek · a6 – Czarny pionek · c6 – Czarny pionek · d6 – Czarny pionek · f6 – Czarny pionek · a5 – Biały goniec · b5 – Czarny pionek · c5 – Czarny goniec · d5 – Biały skoczek · e5 – Czarny pionek · e4 – Biały pionek · g4 – Czarny skoczek · b3 – Biały pionek · d3 – Biały pionek · f3 – Biały skoczek · b2 – Biały pionek · c2 – Biały pionek · f2 – Biały pionek · g2 – Biały pionek · h2 – Biały pionek · a1 – Biała wieża · d1 – Biały hetman · f1 – Biała wieża · g1 – Biały król | 7 |
| 6 | a8 – Czarna wieża · c8 – Czarny goniec · d8 – Czarny hetman · e8 – Czarny król · h8 – Czarna wieża · g7 – Czarny pionek · h7 – Czarny pionek · a6 – Czarny pionek · c6 – Czarny pionek · d6 – Czarny pionek · f6 – Czarny pionek · a5 – Biały goniec · b5 – Czarny pionek · c5 – Czarny goniec · d5 – Biały skoczek · e5 – Czarny pionek · e4 – Biały pionek · g4 – Czarny skoczek · b3 – Biały pionek · d3 – Biały pionek · f3 – Biały skoczek · b2 – Biały pionek · c2 – Biały pionek · f2 – Biały pionek · g2 – Biały pionek · h2 – Biały pionek · a1 – Biała wieża · d1 – Biały hetman · f1 – Biała wieża · g1 – Biały król | a8 – Czarna wieża · c8 – Czarny goniec · d8 – Czarny hetman · e8 – Czarny król · h8 – Czarna wieża · g7 – Czarny pionek · h7 – Czarny pionek · a6 – Czarny pionek · c6 – Czarny pionek · d6 – Czarny pionek · f6 – Czarny pionek · a5 – Biały goniec · b5 – Czarny pionek · c5 – Czarny goniec · d5 – Biały skoczek · e5 – Czarny pionek · e4 – Biały pionek · g4 – Czarny skoczek · b3 – Biały pionek · d3 – Biały pionek · f3 – Biały skoczek · b2 – Biały pionek · c2 – Biały pionek · f2 – Biały pionek · g2 – Biały pionek · h2 – Biały pionek · a1 – Biała wieża · d1 – Biały hetman · f1 – Biała wieża · g1 – Biały król | a8 – Czarna wieża · c8 – Czarny goniec · d8 – Czarny hetman · e8 – Czarny król · h8 – Czarna wieża · g7 – Czarny pionek · h7 – Czarny pionek · a6 – Czarny pionek · c6 – Czarny pionek · d6 – Czarny pionek · f6 – Czarny pionek · a5 – Biały goniec · b5 – Czarny pionek · c5 – Czarny goniec · d5 – Biały skoczek · e5 – Czarny pionek · e4 – Biały pionek · g4 – Czarny skoczek · b3 – Biały pionek · d3 – Biały pionek · f3 – Biały skoczek · b2 – Biały pionek · c2 – Biały pionek · f2 – Biały pionek · g2 – Biały pionek · h2 – Biały pionek · a1 – Biała wieża · d1 – Biały hetman · f1 – Biała wieża · g1 – Biały król | a8 – Czarna wieża · c8 – Czarny goniec · d8 – Czarny hetman · e8 – Czarny król · h8 – Czarna wieża · g7 – Czarny pionek · h7 – Czarny pionek · a6 – Czarny pionek · c6 – Czarny pionek · d6 – Czarny pionek · f6 – Czarny pionek · a5 – Biały goniec · b5 – Czarny pionek · c5 – Czarny goniec · d5 – Biały skoczek · e5 – Czarny pionek · e4 – Biały pionek · g4 – Czarny skoczek · b3 – Biały pionek · d3 – Biały pionek · f3 – Biały skoczek · b2 – Biały pionek · c2 – Biały pionek · f2 – Biały pionek · g2 – Biały pionek · h2 – Biały pionek · a1 – Biała wieża · d1 – Biały hetman · f1 – Biała wieża · g1 – Biały król | a8 – Czarna wieża · c8 – Czarny goniec · d8 – Czarny hetman · e8 – Czarny król · h8 – Czarna wieża · g7 – Czarny pionek · h7 – Czarny pionek · a6 – Czarny pionek · c6 – Czarny pionek · d6 – Czarny pionek · f6 – Czarny pionek · a5 – Biały goniec · b5 – Czarny pionek · c5 – Czarny goniec · d5 – Biały skoczek · e5 – Czarny pionek · e4 – Biały pionek · g4 – Czarny skoczek · b3 – Biały pionek · d3 – Biały pionek · f3 – Biały skoczek · b2 – Biały pionek · c2 – Biały pionek · f2 – Biały pionek · g2 – Biały pionek · h2 – Biały pionek · a1 – Biała wieża · d1 – Biały hetman · f1 – Biała wieża · g1 – Biały król | a8 – Czarna wieża · c8 – Czarny goniec · d8 – Czarny hetman · e8 – Czarny król · h8 – Czarna wieża · g7 – Czarny pionek · h7 – Czarny pionek · a6 – Czarny pionek · c6 – Czarny pionek · d6 – Czarny pionek · f6 – Czarny pionek · a5 – Biały goniec · b5 – Czarny pionek · c5 – Czarny goniec · d5 – Biały skoczek · e5 – Czarny pionek · e4 – Biały pionek · g4 – Czarny skoczek · b3 – Biały pionek · d3 – Biały pionek · f3 – Biały skoczek · b2 – Biały pionek · c2 – Biały pionek · f2 – Biały pionek · g2 – Biały pionek · h2 – Biały pionek · a1 – Biała wieża · d1 – Biały hetman · f1 – Biała wieża · g1 – Biały król | a8 – Czarna wieża · c8 – Czarny goniec · d8 – Czarny hetman · e8 – Czarny król · h8 – Czarna wieża · g7 – Czarny pionek · h7 – Czarny pionek · a6 – Czarny pionek · c6 – Czarny pionek · d6 – Czarny pionek · f6 – Czarny pionek · a5 – Biały goniec · b5 – Czarny pionek · c5 – Czarny goniec · d5 – Biały skoczek · e5 – Czarny pionek · e4 – Biały pionek · g4 – Czarny skoczek · b3 – Biały pionek · d3 – Biały pionek · f3 – Biały skoczek · b2 – Biały pionek · c2 – Biały pionek · f2 – Biały pionek · g2 – Biały pionek · h2 – Biały pionek · a1 – Biała wieża · d1 – Biały hetman · f1 – Biała wieża · g1 – Biały król | a8 – Czarna wieża · c8 – Czarny goniec · d8 – Czarny hetman · e8 – Czarny król · h8 – Czarna wieża · g7 – Czarny pionek · h7 – Czarny pionek · a6 – Czarny pionek · c6 – Czarny pionek · d6 – Czarny pionek · f6 – Czarny pionek · a5 – Biały goniec · b5 – Czarny pionek · c5 – Czarny goniec · d5 – Biały skoczek · e5 – Czarny pionek · e4 – Biały pionek · g4 – Czarny skoczek · b3 – Biały pionek · d3 – Biały pionek · f3 – Biały skoczek · b2 – Biały pionek · c2 – Biały pionek · f2 – Biały pionek · g2 – Biały pionek · h2 – Biały pionek · a1 – Biała wieża · d1 – Biały hetman · f1 – Biała wieża · g1 – Biały król | 6 |
| 5 | a8 – Czarna wieża · c8 – Czarny goniec · d8 – Czarny hetman · e8 – Czarny król · h8 – Czarna wieża · g7 – Czarny pionek · h7 – Czarny pionek · a6 – Czarny pionek · c6 – Czarny pionek · d6 – Czarny pionek · f6 – Czarny pionek · a5 – Biały goniec · b5 – Czarny pionek · c5 – Czarny goniec · d5 – Biały skoczek · e5 – Czarny pionek · e4 – Biały pionek · g4 – Czarny skoczek · b3 – Biały pionek · d3 – Biały pionek · f3 – Biały skoczek · b2 – Biały pionek · c2 – Biały pionek · f2 – Biały pionek · g2 – Biały pionek · h2 – Biały pionek · a1 – Biała wieża · d1 – Biały hetman · f1 – Biała wieża · g1 – Biały król | a8 – Czarna wieża · c8 – Czarny goniec · d8 – Czarny hetman · e8 – Czarny król · h8 – Czarna wieża · g7 – Czarny pionek · h7 – Czarny pionek · a6 – Czarny pionek · c6 – Czarny pionek · d6 – Czarny pionek · f6 – Czarny pionek · a5 – Biały goniec · b5 – Czarny pionek · c5 – Czarny goniec · d5 – Biały skoczek · e5 – Czarny pionek · e4 – Biały pionek · g4 – Czarny skoczek · b3 – Biały pionek · d3 – Biały pionek · f3 – Biały skoczek · b2 – Biały pionek · c2 – Biały pionek · f2 – Biały pionek · g2 – Biały pionek · h2 – Biały pionek · a1 – Biała wieża · d1 – Biały hetman · f1 – Biała wieża · g1 – Biały król | a8 – Czarna wieża · c8 – Czarny goniec · d8 – Czarny hetman · e8 – Czarny król · h8 – Czarna wieża · g7 – Czarny pionek · h7 – Czarny pionek · a6 – Czarny pionek · c6 – Czarny pionek · d6 – Czarny pionek · f6 – Czarny pionek · a5 – Biały goniec · b5 – Czarny pionek · c5 – Czarny goniec · d5 – Biały skoczek · e5 – Czarny pionek · e4 – Biały pionek · g4 – Czarny skoczek · b3 – Biały pionek · d3 – Biały pionek · f3 – Biały skoczek · b2 – Biały pionek · c2 – Biały pionek · f2 – Biały pionek · g2 – Biały pionek · h2 – Biały pionek · a1 – Biała wieża · d1 – Biały hetman · f1 – Biała wieża · g1 – Biały król | a8 – Czarna wieża · c8 – Czarny goniec · d8 – Czarny hetman · e8 – Czarny król · h8 – Czarna wieża · g7 – Czarny pionek · h7 – Czarny pionek · a6 – Czarny pionek · c6 – Czarny pionek · d6 – Czarny pionek · f6 – Czarny pionek · a5 – Biały goniec · b5 – Czarny pionek · c5 – Czarny goniec · d5 – Biały skoczek · e5 – Czarny pionek · e4 – Biały pionek · g4 – Czarny skoczek · b3 – Biały pionek · d3 – Biały pionek · f3 – Biały skoczek · b2 – Biały pionek · c2 – Biały pionek · f2 – Biały pionek · g2 – Biały pionek · h2 – Biały pionek · a1 – Biała wieża · d1 – Biały hetman · f1 – Biała wieża · g1 – Biały król | a8 – Czarna wieża · c8 – Czarny goniec · d8 – Czarny hetman · e8 – Czarny król · h8 – Czarna wieża · g7 – Czarny pionek · h7 – Czarny pionek · a6 – Czarny pionek · c6 – Czarny pionek · d6 – Czarny pionek · f6 – Czarny pionek · a5 – Biały goniec · b5 – Czarny pionek · c5 – Czarny goniec · d5 – Biały skoczek · e5 – Czarny pionek · e4 – Biały pionek · g4 – Czarny skoczek · b3 – Biały pionek · d3 – Biały pionek · f3 – Biały skoczek · b2 – Biały pionek · c2 – Biały pionek · f2 – Biały pionek · g2 – Biały pionek · h2 – Biały pionek · a1 – Biała wieża · d1 – Biały hetman · f1 – Biała wieża · g1 – Biały król | a8 – Czarna wieża · c8 – Czarny goniec · d8 – Czarny hetman · e8 – Czarny król · h8 – Czarna wieża · g7 – Czarny pionek · h7 – Czarny pionek · a6 – Czarny pionek · c6 – Czarny pionek · d6 – Czarny pionek · f6 – Czarny pionek · a5 – Biały goniec · b5 – Czarny pionek · c5 – Czarny goniec · d5 – Biały skoczek · e5 – Czarny pionek · e4 – Biały pionek · g4 – Czarny skoczek · b3 – Biały pionek · d3 – Biały pionek · f3 – Biały skoczek · b2 – Biały pionek · c2 – Biały pionek · f2 – Biały pionek · g2 – Biały pionek · h2 – Biały pionek · a1 – Biała wieża · d1 – Biały hetman · f1 – Biała wieża · g1 – Biały król | a8 – Czarna wieża · c8 – Czarny goniec · d8 – Czarny hetman · e8 – Czarny król · h8 – Czarna wieża · g7 – Czarny pionek · h7 – Czarny pionek · a6 – Czarny pionek · c6 – Czarny pionek · d6 – Czarny pionek · f6 – Czarny pionek · a5 – Biały goniec · b5 – Czarny pionek · c5 – Czarny goniec · d5 – Biały skoczek · e5 – Czarny pionek · e4 – Biały pionek · g4 – Czarny skoczek · b3 – Biały pionek · d3 – Biały pionek · f3 – Biały skoczek · b2 – Biały pionek · c2 – Biały pionek · f2 – Biały pionek · g2 – Biały pionek · h2 – Biały pionek · a1 – Biała wieża · d1 – Biały hetman · f1 – Biała wieża · g1 – Biały król | a8 – Czarna wieża · c8 – Czarny goniec · d8 – Czarny hetman · e8 – Czarny król · h8 – Czarna wieża · g7 – Czarny pionek · h7 – Czarny pionek · a6 – Czarny pionek · c6 – Czarny pionek · d6 – Czarny pionek · f6 – Czarny pionek · a5 – Biały goniec · b5 – Czarny pionek · c5 – Czarny goniec · d5 – Biały skoczek · e5 – Czarny pionek · e4 – Biały pionek · g4 – Czarny skoczek · b3 – Biały pionek · d3 – Biały pionek · f3 – Biały skoczek · b2 – Biały pionek · c2 – Biały pionek · f2 – Biały pionek · g2 – Biały pionek · h2 – Biały pionek · a1 – Biała wieża · d1 – Biały hetman · f1 – Biała wieża · g1 – Biały król | 5 |
| 4 | a8 – Czarna wieża · c8 – Czarny goniec · d8 – Czarny hetman · e8 – Czarny król · h8 – Czarna wieża · g7 – Czarny pionek · h7 – Czarny pionek · a6 – Czarny pionek · c6 – Czarny pionek · d6 – Czarny pionek · f6 – Czarny pionek · a5 – Biały goniec · b5 – Czarny pionek · c5 – Czarny goniec · d5 – Biały skoczek · e5 – Czarny pionek · e4 – Biały pionek · g4 – Czarny skoczek · b3 – Biały pionek · d3 – Biały pionek · f3 – Biały skoczek · b2 – Biały pionek · c2 – Biały pionek · f2 – Biały pionek · g2 – Biały pionek · h2 – Biały pionek · a1 – Biała wieża · d1 – Biały hetman · f1 – Biała wieża · g1 – Biały król | a8 – Czarna wieża · c8 – Czarny goniec · d8 – Czarny hetman · e8 – Czarny król · h8 – Czarna wieża · g7 – Czarny pionek · h7 – Czarny pionek · a6 – Czarny pionek · c6 – Czarny pionek · d6 – Czarny pionek · f6 – Czarny pionek · a5 – Biały goniec · b5 – Czarny pionek · c5 – Czarny goniec · d5 – Biały skoczek · e5 – Czarny pionek · e4 – Biały pionek · g4 – Czarny skoczek · b3 – Biały pionek · d3 – Biały pionek · f3 – Biały skoczek · b2 – Biały pionek · c2 – Biały pionek · f2 – Biały pionek · g2 – Biały pionek · h2 – Biały pionek · a1 – Biała wieża · d1 – Biały hetman · f1 – Biała wieża · g1 – Biały król | a8 – Czarna wieża · c8 – Czarny goniec · d8 – Czarny hetman · e8 – Czarny król · h8 – Czarna wieża · g7 – Czarny pionek · h7 – Czarny pionek · a6 – Czarny pionek · c6 – Czarny pionek · d6 – Czarny pionek · f6 – Czarny pionek · a5 – Biały goniec · b5 – Czarny pionek · c5 – Czarny goniec · d5 – Biały skoczek · e5 – Czarny pionek · e4 – Biały pionek · g4 – Czarny skoczek · b3 – Biały pionek · d3 – Biały pionek · f3 – Biały skoczek · b2 – Biały pionek · c2 – Biały pionek · f2 – Biały pionek · g2 – Biały pionek · h2 – Biały pionek · a1 – Biała wieża · d1 – Biały hetman · f1 – Biała wieża · g1 – Biały król | a8 – Czarna wieża · c8 – Czarny goniec · d8 – Czarny hetman · e8 – Czarny król · h8 – Czarna wieża · g7 – Czarny pionek · h7 – Czarny pionek · a6 – Czarny pionek · c6 – Czarny pionek · d6 – Czarny pionek · f6 – Czarny pionek · a5 – Biały goniec · b5 – Czarny pionek · c5 – Czarny goniec · d5 – Biały skoczek · e5 – Czarny pionek · e4 – Biały pionek · g4 – Czarny skoczek · b3 – Biały pionek · d3 – Biały pionek · f3 – Biały skoczek · b2 – Biały pionek · c2 – Biały pionek · f2 – Biały pionek · g2 – Biały pionek · h2 – Biały pionek · a1 – Biała wieża · d1 – Biały hetman · f1 – Biała wieża · g1 – Biały król | a8 – Czarna wieża · c8 – Czarny goniec · d8 – Czarny hetman · e8 – Czarny król · h8 – Czarna wieża · g7 – Czarny pionek · h7 – Czarny pionek · a6 – Czarny pionek · c6 – Czarny pionek · d6 – Czarny pionek · f6 – Czarny pionek · a5 – Biały goniec · b5 – Czarny pionek · c5 – Czarny goniec · d5 – Biały skoczek · e5 – Czarny pionek · e4 – Biały pionek · g4 – Czarny skoczek · b3 – Biały pionek · d3 – Biały pionek · f3 – Biały skoczek · b2 – Biały pionek · c2 – Biały pionek · f2 – Biały pionek · g2 – Biały pionek · h2 – Biały pionek · a1 – Biała wieża · d1 – Biały hetman · f1 – Biała wieża · g1 – Biały król | a8 – Czarna wieża · c8 – Czarny goniec · d8 – Czarny hetman · e8 – Czarny król · h8 – Czarna wieża · g7 – Czarny pionek · h7 – Czarny pionek · a6 – Czarny pionek · c6 – Czarny pionek · d6 – Czarny pionek · f6 – Czarny pionek · a5 – Biały goniec · b5 – Czarny pionek · c5 – Czarny goniec · d5 – Biały skoczek · e5 – Czarny pionek · e4 – Biały pionek · g4 – Czarny skoczek · b3 – Biały pionek · d3 – Biały pionek · f3 – Biały skoczek · b2 – Biały pionek · c2 – Biały pionek · f2 – Biały pionek · g2 – Biały pionek · h2 – Biały pionek · a1 – Biała wieża · d1 – Biały hetman · f1 – Biała wieża · g1 – Biały król | a8 – Czarna wieża · c8 – Czarny goniec · d8 – Czarny hetman · e8 – Czarny król · h8 – Czarna wieża · g7 – Czarny pionek · h7 – Czarny pionek · a6 – Czarny pionek · c6 – Czarny pionek · d6 – Czarny pionek · f6 – Czarny pionek · a5 – Biały goniec · b5 – Czarny pionek · c5 – Czarny goniec · d5 – Biały skoczek · e5 – Czarny pionek · e4 – Biały pionek · g4 – Czarny skoczek · b3 – Biały pionek · d3 – Biały pionek · f3 – Biały skoczek · b2 – Biały pionek · c2 – Biały pionek · f2 – Biały pionek · g2 – Biały pionek · h2 – Biały pionek · a1 – Biała wieża · d1 – Biały hetman · f1 – Biała wieża · g1 – Biały król | a8 – Czarna wieża · c8 – Czarny goniec · d8 – Czarny hetman · e8 – Czarny król · h8 – Czarna wieża · g7 – Czarny pionek · h7 – Czarny pionek · a6 – Czarny pionek · c6 – Czarny pionek · d6 – Czarny pionek · f6 – Czarny pionek · a5 – Biały goniec · b5 – Czarny pionek · c5 – Czarny goniec · d5 – Biały skoczek · e5 – Czarny pionek · e4 – Biały pionek · g4 – Czarny skoczek · b3 – Biały pionek · d3 – Biały pionek · f3 – Biały skoczek · b2 – Biały pionek · c2 – Biały pionek · f2 – Biały pionek · g2 – Biały pionek · h2 – Biały pionek · a1 – Biała wieża · d1 – Biały hetman · f1 – Biała wieża · g1 – Biały król | 4 |
| 3 | a8 – Czarna wieża · c8 – Czarny goniec · d8 – Czarny hetman · e8 – Czarny król · h8 – Czarna wieża · g7 – Czarny pionek · h7 – Czarny pionek · a6 – Czarny pionek · c6 – Czarny pionek · d6 – Czarny pionek · f6 – Czarny pionek · a5 – Biały goniec · b5 – Czarny pionek · c5 – Czarny goniec · d5 – Biały skoczek · e5 – Czarny pionek · e4 – Biały pionek · g4 – Czarny skoczek · b3 – Biały pionek · d3 – Biały pionek · f3 – Biały skoczek · b2 – Biały pionek · c2 – Biały pionek · f2 – Biały pionek · g2 – Biały pionek · h2 – Biały pionek · a1 – Biała wieża · d1 – Biały hetman · f1 – Biała wieża · g1 – Biały król | a8 – Czarna wieża · c8 – Czarny goniec · d8 – Czarny hetman · e8 – Czarny król · h8 – Czarna wieża · g7 – Czarny pionek · h7 – Czarny pionek · a6 – Czarny pionek · c6 – Czarny pionek · d6 – Czarny pionek · f6 – Czarny pionek · a5 – Biały goniec · b5 – Czarny pionek · c5 – Czarny goniec · d5 – Biały skoczek · e5 – Czarny pionek · e4 – Biały pionek · g4 – Czarny skoczek · b3 – Biały pionek · d3 – Biały pionek · f3 – Biały skoczek · b2 – Biały pionek · c2 – Biały pionek · f2 – Biały pionek · g2 – Biały pionek · h2 – Biały pionek · a1 – Biała wieża · d1 – Biały hetman · f1 – Biała wieża · g1 – Biały król | a8 – Czarna wieża · c8 – Czarny goniec · d8 – Czarny hetman · e8 – Czarny król · h8 – Czarna wieża · g7 – Czarny pionek · h7 – Czarny pionek · a6 – Czarny pionek · c6 – Czarny pionek · d6 – Czarny pionek · f6 – Czarny pionek · a5 – Biały goniec · b5 – Czarny pionek · c5 – Czarny goniec · d5 – Biały skoczek · e5 – Czarny pionek · e4 – Biały pionek · g4 – Czarny skoczek · b3 – Biały pionek · d3 – Biały pionek · f3 – Biały skoczek · b2 – Biały pionek · c2 – Biały pionek · f2 – Biały pionek · g2 – Biały pionek · h2 – Biały pionek · a1 – Biała wieża · d1 – Biały hetman · f1 – Biała wieża · g1 – Biały król | a8 – Czarna wieża · c8 – Czarny goniec · d8 – Czarny hetman · e8 – Czarny król · h8 – Czarna wieża · g7 – Czarny pionek · h7 – Czarny pionek · a6 – Czarny pionek · c6 – Czarny pionek · d6 – Czarny pionek · f6 – Czarny pionek · a5 – Biały goniec · b5 – Czarny pionek · c5 – Czarny goniec · d5 – Biały skoczek · e5 – Czarny pionek · e4 – Biały pionek · g4 – Czarny skoczek · b3 – Biały pionek · d3 – Biały pionek · f3 – Biały skoczek · b2 – Biały pionek · c2 – Biały pionek · f2 – Biały pionek · g2 – Biały pionek · h2 – Biały pionek · a1 – Biała wieża · d1 – Biały hetman · f1 – Biała wieża · g1 – Biały król | a8 – Czarna wieża · c8 – Czarny goniec · d8 – Czarny hetman · e8 – Czarny król · h8 – Czarna wieża · g7 – Czarny pionek · h7 – Czarny pionek · a6 – Czarny pionek · c6 – Czarny pionek · d6 – Czarny pionek · f6 – Czarny pionek · a5 – Biały goniec · b5 – Czarny pionek · c5 – Czarny goniec · d5 – Biały skoczek · e5 – Czarny pionek · e4 – Biały pionek · g4 – Czarny skoczek · b3 – Biały pionek · d3 – Biały pionek · f3 – Biały skoczek · b2 – Biały pionek · c2 – Biały pionek · f2 – Biały pionek · g2 – Biały pionek · h2 – Biały pionek · a1 – Biała wieża · d1 – Biały hetman · f1 – Biała wieża · g1 – Biały król | a8 – Czarna wieża · c8 – Czarny goniec · d8 – Czarny hetman · e8 – Czarny król · h8 – Czarna wieża · g7 – Czarny pionek · h7 – Czarny pionek · a6 – Czarny pionek · c6 – Czarny pionek · d6 – Czarny pionek · f6 – Czarny pionek · a5 – Biały goniec · b5 – Czarny pionek · c5 – Czarny goniec · d5 – Biały skoczek · e5 – Czarny pionek · e4 – Biały pionek · g4 – Czarny skoczek · b3 – Biały pionek · d3 – Biały pionek · f3 – Biały skoczek · b2 – Biały pionek · c2 – Biały pionek · f2 – Biały pionek · g2 – Biały pionek · h2 – Biały pionek · a1 – Biała wieża · d1 – Biały hetman · f1 – Biała wieża · g1 – Biały król | a8 – Czarna wieża · c8 – Czarny goniec · d8 – Czarny hetman · e8 – Czarny król · h8 – Czarna wieża · g7 – Czarny pionek · h7 – Czarny pionek · a6 – Czarny pionek · c6 – Czarny pionek · d6 – Czarny pionek · f6 – Czarny pionek · a5 – Biały goniec · b5 – Czarny pionek · c5 – Czarny goniec · d5 – Biały skoczek · e5 – Czarny pionek · e4 – Biały pionek · g4 – Czarny skoczek · b3 – Biały pionek · d3 – Biały pionek · f3 – Biały skoczek · b2 – Biały pionek · c2 – Biały pionek · f2 – Biały pionek · g2 – Biały pionek · h2 – Biały pionek · a1 – Biała wieża · d1 – Biały hetman · f1 – Biała wieża · g1 – Biały król | a8 – Czarna wieża · c8 – Czarny goniec · d8 – Czarny hetman · e8 – Czarny król · h8 – Czarna wieża · g7 – Czarny pionek · h7 – Czarny pionek · a6 – Czarny pionek · c6 – Czarny pionek · d6 – Czarny pionek · f6 – Czarny pionek · a5 – Biały goniec · b5 – Czarny pionek · c5 – Czarny goniec · d5 – Biały skoczek · e5 – Czarny pionek · e4 – Biały pionek · g4 – Czarny skoczek · b3 – Biały pionek · d3 – Biały pionek · f3 – Biały skoczek · b2 – Biały pionek · c2 – Biały pionek · f2 – Biały pionek · g2 – Biały pionek · h2 – Biały pionek · a1 – Biała wieża · d1 – Biały hetman · f1 – Biała wieża · g1 – Biały król | 3 |
| 2 | a8 – Czarna wieża · c8 – Czarny goniec · d8 – Czarny hetman · e8 – Czarny król · h8 – Czarna wieża · g7 – Czarny pionek · h7 – Czarny pionek · a6 – Czarny pionek · c6 – Czarny pionek · d6 – Czarny pionek · f6 – Czarny pionek · a5 – Biały goniec · b5 – Czarny pionek · c5 – Czarny goniec · d5 – Biały skoczek · e5 – Czarny pionek · e4 – Biały pionek · g4 – Czarny skoczek · b3 – Biały pionek · d3 – Biały pionek · f3 – Biały skoczek · b2 – Biały pionek · c2 – Biały pionek · f2 – Biały pionek · g2 – Biały pionek · h2 – Biały pionek · a1 – Biała wieża · d1 – Biały hetman · f1 – Biała wieża · g1 – Biały król | a8 – Czarna wieża · c8 – Czarny goniec · d8 – Czarny hetman · e8 – Czarny król · h8 – Czarna wieża · g7 – Czarny pionek · h7 – Czarny pionek · a6 – Czarny pionek · c6 – Czarny pionek · d6 – Czarny pionek · f6 – Czarny pionek · a5 – Biały goniec · b5 – Czarny pionek · c5 – Czarny goniec · d5 – Biały skoczek · e5 – Czarny pionek · e4 – Biały pionek · g4 – Czarny skoczek · b3 – Biały pionek · d3 – Biały pionek · f3 – Biały skoczek · b2 – Biały pionek · c2 – Biały pionek · f2 – Biały pionek · g2 – Biały pionek · h2 – Biały pionek · a1 – Biała wieża · d1 – Biały hetman · f1 – Biała wieża · g1 – Biały król | a8 – Czarna wieża · c8 – Czarny goniec · d8 – Czarny hetman · e8 – Czarny król · h8 – Czarna wieża · g7 – Czarny pionek · h7 – Czarny pionek · a6 – Czarny pionek · c6 – Czarny pionek · d6 – Czarny pionek · f6 – Czarny pionek · a5 – Biały goniec · b5 – Czarny pionek · c5 – Czarny goniec · d5 – Biały skoczek · e5 – Czarny pionek · e4 – Biały pionek · g4 – Czarny skoczek · b3 – Biały pionek · d3 – Biały pionek · f3 – Biały skoczek · b2 – Biały pionek · c2 – Biały pionek · f2 – Biały pionek · g2 – Biały pionek · h2 – Biały pionek · a1 – Biała wieża · d1 – Biały hetman · f1 – Biała wieża · g1 – Biały król | a8 – Czarna wieża · c8 – Czarny goniec · d8 – Czarny hetman · e8 – Czarny król · h8 – Czarna wieża · g7 – Czarny pionek · h7 – Czarny pionek · a6 – Czarny pionek · c6 – Czarny pionek · d6 – Czarny pionek · f6 – Czarny pionek · a5 – Biały goniec · b5 – Czarny pionek · c5 – Czarny goniec · d5 – Biały skoczek · e5 – Czarny pionek · e4 – Biały pionek · g4 – Czarny skoczek · b3 – Biały pionek · d3 – Biały pionek · f3 – Biały skoczek · b2 – Biały pionek · c2 – Biały pionek · f2 – Biały pionek · g2 – Biały pionek · h2 – Biały pionek · a1 – Biała wieża · d1 – Biały hetman · f1 – Biała wieża · g1 – Biały król | a8 – Czarna wieża · c8 – Czarny goniec · d8 – Czarny hetman · e8 – Czarny król · h8 – Czarna wieża · g7 – Czarny pionek · h7 – Czarny pionek · a6 – Czarny pionek · c6 – Czarny pionek · d6 – Czarny pionek · f6 – Czarny pionek · a5 – Biały goniec · b5 – Czarny pionek · c5 – Czarny goniec · d5 – Biały skoczek · e5 – Czarny pionek · e4 – Biały pionek · g4 – Czarny skoczek · b3 – Biały pionek · d3 – Biały pionek · f3 – Biały skoczek · b2 – Biały pionek · c2 – Biały pionek · f2 – Biały pionek · g2 – Biały pionek · h2 – Biały pionek · a1 – Biała wieża · d1 – Biały hetman · f1 – Biała wieża · g1 – Biały król | a8 – Czarna wieża · c8 – Czarny goniec · d8 – Czarny hetman · e8 – Czarny król · h8 – Czarna wieża · g7 – Czarny pionek · h7 – Czarny pionek · a6 – Czarny pionek · c6 – Czarny pionek · d6 – Czarny pionek · f6 – Czarny pionek · a5 – Biały goniec · b5 – Czarny pionek · c5 – Czarny goniec · d5 – Biały skoczek · e5 – Czarny pionek · e4 – Biały pionek · g4 – Czarny skoczek · b3 – Biały pionek · d3 – Biały pionek · f3 – Biały skoczek · b2 – Biały pionek · c2 – Biały pionek · f2 – Biały pionek · g2 – Biały pionek · h2 – Biały pionek · a1 – Biała wieża · d1 – Biały hetman · f1 – Biała wieża · g1 – Biały król | a8 – Czarna wieża · c8 – Czarny goniec · d8 – Czarny hetman · e8 – Czarny król · h8 – Czarna wieża · g7 – Czarny pionek · h7 – Czarny pionek · a6 – Czarny pionek · c6 – Czarny pionek · d6 – Czarny pionek · f6 – Czarny pionek · a5 – Biały goniec · b5 – Czarny pionek · c5 – Czarny goniec · d5 – Biały skoczek · e5 – Czarny pionek · e4 – Biały pionek · g4 – Czarny skoczek · b3 – Biały pionek · d3 – Biały pionek · f3 – Biały skoczek · b2 – Biały pionek · c2 – Biały pionek · f2 – Biały pionek · g2 – Biały pionek · h2 – Biały pionek · a1 – Biała wieża · d1 – Biały hetman · f1 – Biała wieża · g1 – Biały król | a8 – Czarna wieża · c8 – Czarny goniec · d8 – Czarny hetman · e8 – Czarny król · h8 – Czarna wieża · g7 – Czarny pionek · h7 – Czarny pionek · a6 – Czarny pionek · c6 – Czarny pionek · d6 – Czarny pionek · f6 – Czarny pionek · a5 – Biały goniec · b5 – Czarny pionek · c5 – Czarny goniec · d5 – Biały skoczek · e5 – Czarny pionek · e4 – Biały pionek · g4 – Czarny skoczek · b3 – Biały pionek · d3 – Biały pionek · f3 – Biały skoczek · b2 – Biały pionek · c2 – Biały pionek · f2 – Biały pionek · g2 – Biały pionek · h2 – Biały pionek · a1 – Biała wieża · d1 – Biały hetman · f1 – Biała wieża · g1 – Biały król | 2 |
| 1 | a8 – Czarna wieża · c8 – Czarny goniec · d8 – Czarny hetman · e8 – Czarny król · h8 – Czarna wieża · g7 – Czarny pionek · h7 – Czarny pionek · a6 – Czarny pionek · c6 – Czarny pionek · d6 – Czarny pionek · f6 – Czarny pionek · a5 – Biały goniec · b5 – Czarny pionek · c5 – Czarny goniec · d5 – Biały skoczek · e5 – Czarny pionek · e4 – Biały pionek · g4 – Czarny skoczek · b3 – Biały pionek · d3 – Biały pionek · f3 – Biały skoczek · b2 – Biały pionek · c2 – Biały pionek · f2 – Biały pionek · g2 – Biały pionek · h2 – Biały pionek · a1 – Biała wieża · d1 – Biały hetman · f1 – Biała wieża · g1 – Biały król | a8 – Czarna wieża · c8 – Czarny goniec · d8 – Czarny hetman · e8 – Czarny król · h8 – Czarna wieża · g7 – Czarny pionek · h7 – Czarny pionek · a6 – Czarny pionek · c6 – Czarny pionek · d6 – Czarny pionek · f6 – Czarny pionek · a5 – Biały goniec · b5 – Czarny pionek · c5 – Czarny goniec · d5 – Biały skoczek · e5 – Czarny pionek · e4 – Biały pionek · g4 – Czarny skoczek · b3 – Biały pionek · d3 – Biały pionek · f3 – Biały skoczek · b2 – Biały pionek · c2 – Biały pionek · f2 – Biały pionek · g2 – Biały pionek · h2 – Biały pionek · a1 – Biała wieża · d1 – Biały hetman · f1 – Biała wieża · g1 – Biały król | a8 – Czarna wieża · c8 – Czarny goniec · d8 – Czarny hetman · e8 – Czarny król · h8 – Czarna wieża · g7 – Czarny pionek · h7 – Czarny pionek · a6 – Czarny pionek · c6 – Czarny pionek · d6 – Czarny pionek · f6 – Czarny pionek · a5 – Biały goniec · b5 – Czarny pionek · c5 – Czarny goniec · d5 – Biały skoczek · e5 – Czarny pionek · e4 – Biały pionek · g4 – Czarny skoczek · b3 – Biały pionek · d3 – Biały pionek · f3 – Biały skoczek · b2 – Biały pionek · c2 – Biały pionek · f2 – Biały pionek · g2 – Biały pionek · h2 – Biały pionek · a1 – Biała wieża · d1 – Biały hetman · f1 – Biała wieża · g1 – Biały król | a8 – Czarna wieża · c8 – Czarny goniec · d8 – Czarny hetman · e8 – Czarny król · h8 – Czarna wieża · g7 – Czarny pionek · h7 – Czarny pionek · a6 – Czarny pionek · c6 – Czarny pionek · d6 – Czarny pionek · f6 – Czarny pionek · a5 – Biały goniec · b5 – Czarny pionek · c5 – Czarny goniec · d5 – Biały skoczek · e5 – Czarny pionek · e4 – Biały pionek · g4 – Czarny skoczek · b3 – Biały pionek · d3 – Biały pionek · f3 – Biały skoczek · b2 – Biały pionek · c2 – Biały pionek · f2 – Biały pionek · g2 – Biały pionek · h2 – Biały pionek · a1 – Biała wieża · d1 – Biały hetman · f1 – Biała wieża · g1 – Biały król | a8 – Czarna wieża · c8 – Czarny goniec · d8 – Czarny hetman · e8 – Czarny król · h8 – Czarna wieża · g7 – Czarny pionek · h7 – Czarny pionek · a6 – Czarny pionek · c6 – Czarny pionek · d6 – Czarny pionek · f6 – Czarny pionek · a5 – Biały goniec · b5 – Czarny pionek · c5 – Czarny goniec · d5 – Biały skoczek · e5 – Czarny pionek · e4 – Biały pionek · g4 – Czarny skoczek · b3 – Biały pionek · d3 – Biały pionek · f3 – Biały skoczek · b2 – Biały pionek · c2 – Biały pionek · f2 – Biały pionek · g2 – Biały pionek · h2 – Biały pionek · a1 – Biała wieża · d1 – Biały hetman · f1 – Biała wieża · g1 – Biały król | a8 – Czarna wieża · c8 – Czarny goniec · d8 – Czarny hetman · e8 – Czarny król · h8 – Czarna wieża · g7 – Czarny pionek · h7 – Czarny pionek · a6 – Czarny pionek · c6 – Czarny pionek · d6 – Czarny pionek · f6 – Czarny pionek · a5 – Biały goniec · b5 – Czarny pionek · c5 – Czarny goniec · d5 – Biały skoczek · e5 – Czarny pionek · e4 – Biały pionek · g4 – Czarny skoczek · b3 – Biały pionek · d3 – Biały pionek · f3 – Biały skoczek · b2 – Biały pionek · c2 – Biały pionek · f2 – Biały pionek · g2 – Biały pionek · h2 – Biały pionek · a1 – Biała wieża · d1 – Biały hetman · f1 – Biała wieża · g1 – Biały król | a8 – Czarna wieża · c8 – Czarny goniec · d8 – Czarny hetman · e8 – Czarny król · h8 – Czarna wieża · g7 – Czarny pionek · h7 – Czarny pionek · a6 – Czarny pionek · c6 – Czarny pionek · d6 – Czarny pionek · f6 – Czarny pionek · a5 – Biały goniec · b5 – Czarny pionek · c5 – Czarny goniec · d5 – Biały skoczek · e5 – Czarny pionek · e4 – Biały pionek · g4 – Czarny skoczek · b3 – Biały pionek · d3 – Biały pionek · f3 – Biały skoczek · b2 – Biały pionek · c2 – Biały pionek · f2 – Biały pionek · g2 – Biały pionek · h2 – Biały pionek · a1 – Biała wieża · d1 – Biały hetman · f1 – Biała wieża · g1 – Biały król | a8 – Czarna wieża · c8 – Czarny goniec · d8 – Czarny hetman · e8 – Czarny król · h8 – Czarna wieża · g7 – Czarny pionek · h7 – Czarny pionek · a6 – Czarny pionek · c6 – Czarny pionek · d6 – Czarny pionek · f6 – Czarny pionek · a5 – Biały goniec · b5 – Czarny pionek · c5 – Czarny goniec · d5 – Biały skoczek · e5 – Czarny pionek · e4 – Biały pionek · g4 – Czarny skoczek · b3 – Biały pionek · d3 – Biały pionek · f3 – Biały skoczek · b2 – Biały pionek · c2 – Biały pionek · f2 – Biały pionek · g2 – Biały pionek · h2 – Biały pionek · a1 – Biała wieża · d1 – Biały hetman · f1 – Biała wieża · g1 – Biały król | 1 |
|   | a | b | c | d | e | f | g | h |   |

## A.Morozewicz - W.Korcznoj, Calvia 2004
1. e4 e5
2. Sf3 Sc6
3. Gb5 a6
4. Ga4 Sf6
5. d3 b5
6. Gb3 Gc5
Czarne unikają dobrze znanego wariantu zamkniętego partii hiszpańskiej, powstającego po 6. .. Ge7. Ruch w partii jest bardziej agresywny, ale nie jest nowością. Grywano w ten sposób już w XIX wieku.
7. Sc3 d6
8. Sd5 Sg4
Ostatni ruch czarnych jest nowinką. Obaj przeciwnicy, znani z bezkompromisowej gry, chętnie zeszli z utartych szlaków.
9. 0-0 Sa5
10. Gg5 f6
11. Gd2 (diagram 1)
Prawdopodobnie Korcznoj widział przyjemną dla czarnych pozycję, powstającą po 11...c6 12.Sc3 Sxb3 13.axb3, lecz wybrał złą kolejność posunięć.
11... Sxb3
12. axb3 c6??
13. Ga5! (diagram 2)
Białe nie muszą wycofywać skoczka, ponieważ kolumna a została otwarta i goniec może bezpiecznie zaatakować czarnego hetmana. Czarne poddały się, ponieważ straty są nieuniknione. Po 13...Hd7 nastąpiłoby klasyczne podwójne uderzenie 14.Sc7+ ze zdobyciem wieży, a pojmanie przez czarne białego skoczka będzie je jeszcze kosztować dwa piony (np. 14...Kf8 15.Sxa8 Hb7 16.Sc7 Gb6 17.Sxa6 Hxa6 18.Gb4 Hb7 19.Gxd6+).